# Ambulyx
Ambulyx är ett släkte av fjärilar. Ambulyx ingår i familjen svärmare.

## Dottertaxa till Ambulyx, i alfabetisk ordning

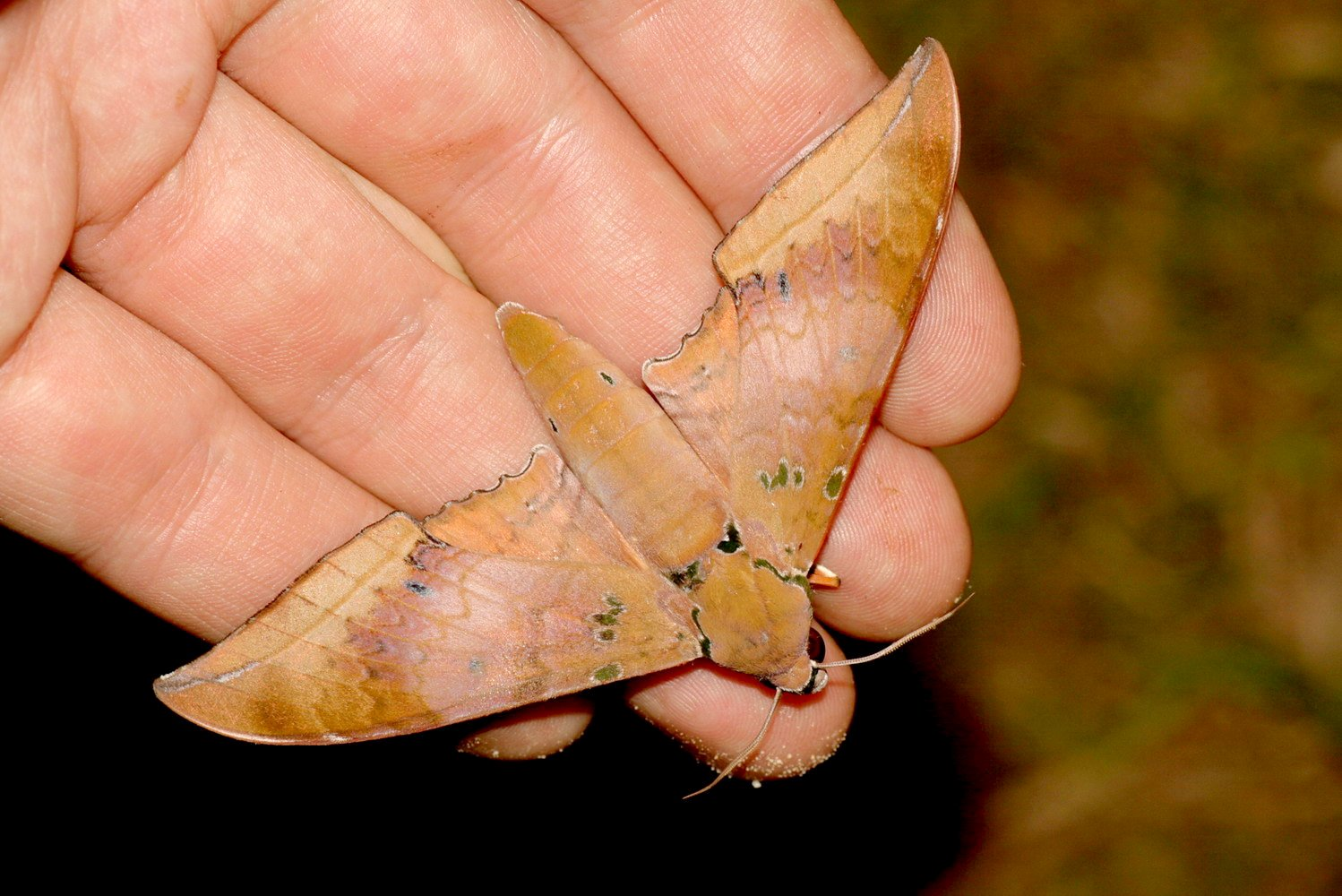
Ambulyx moorei
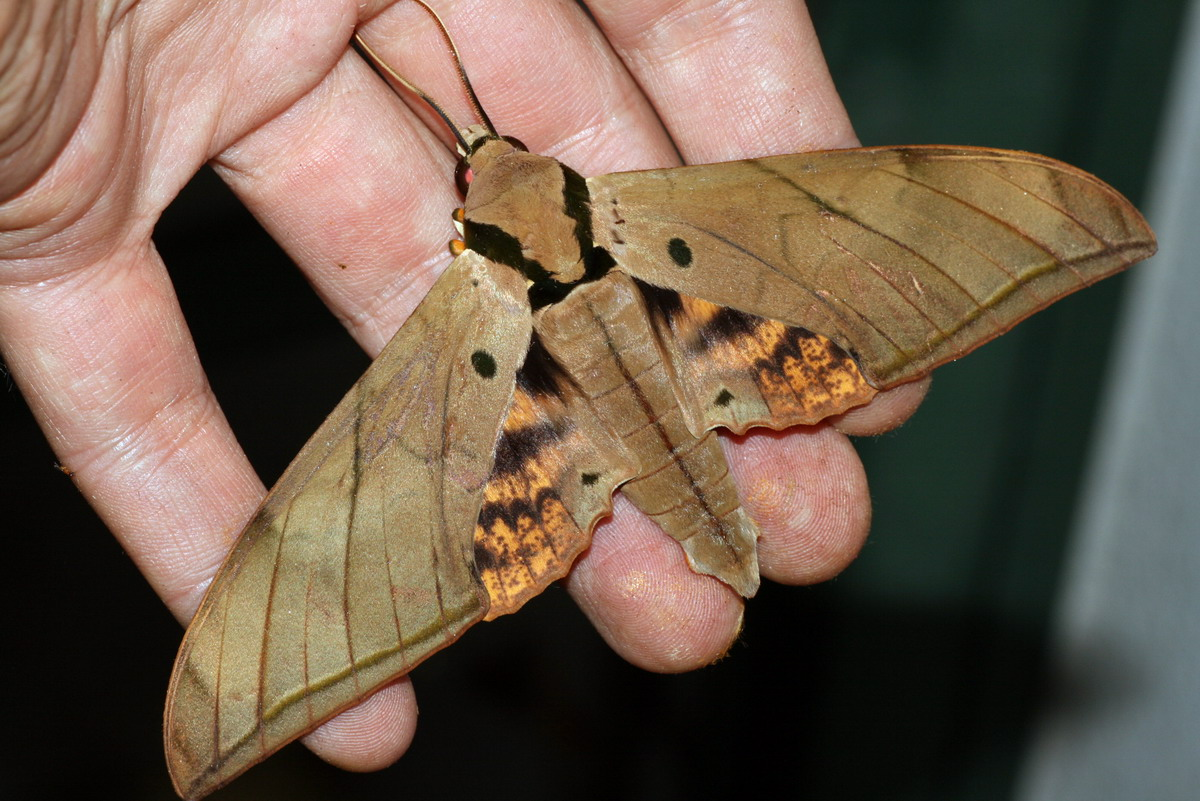
Ambulyx pryeri

## Dottertaxa tillAmbulyx, i alfabetisk ordning[1]

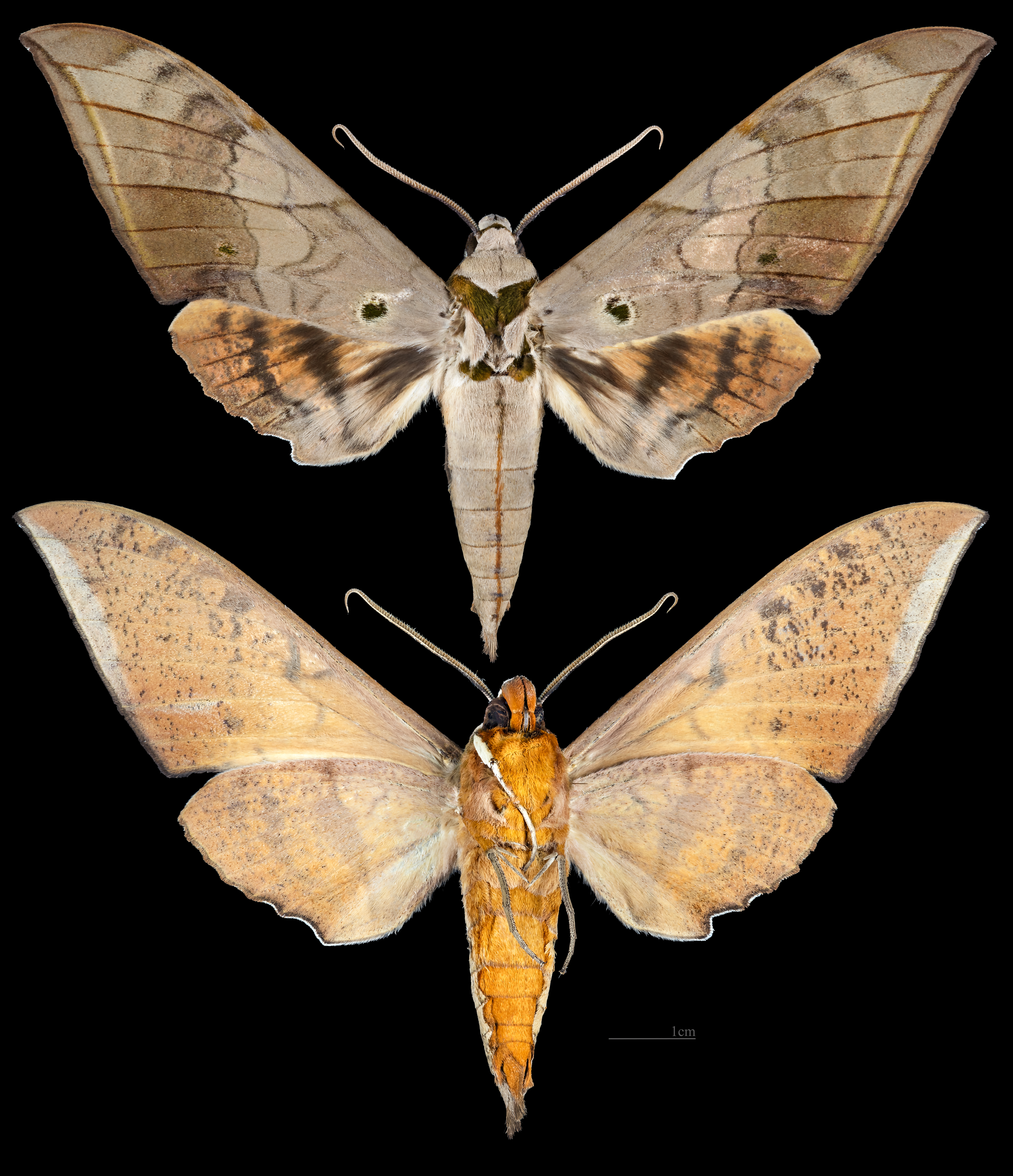
Ambulyx agana
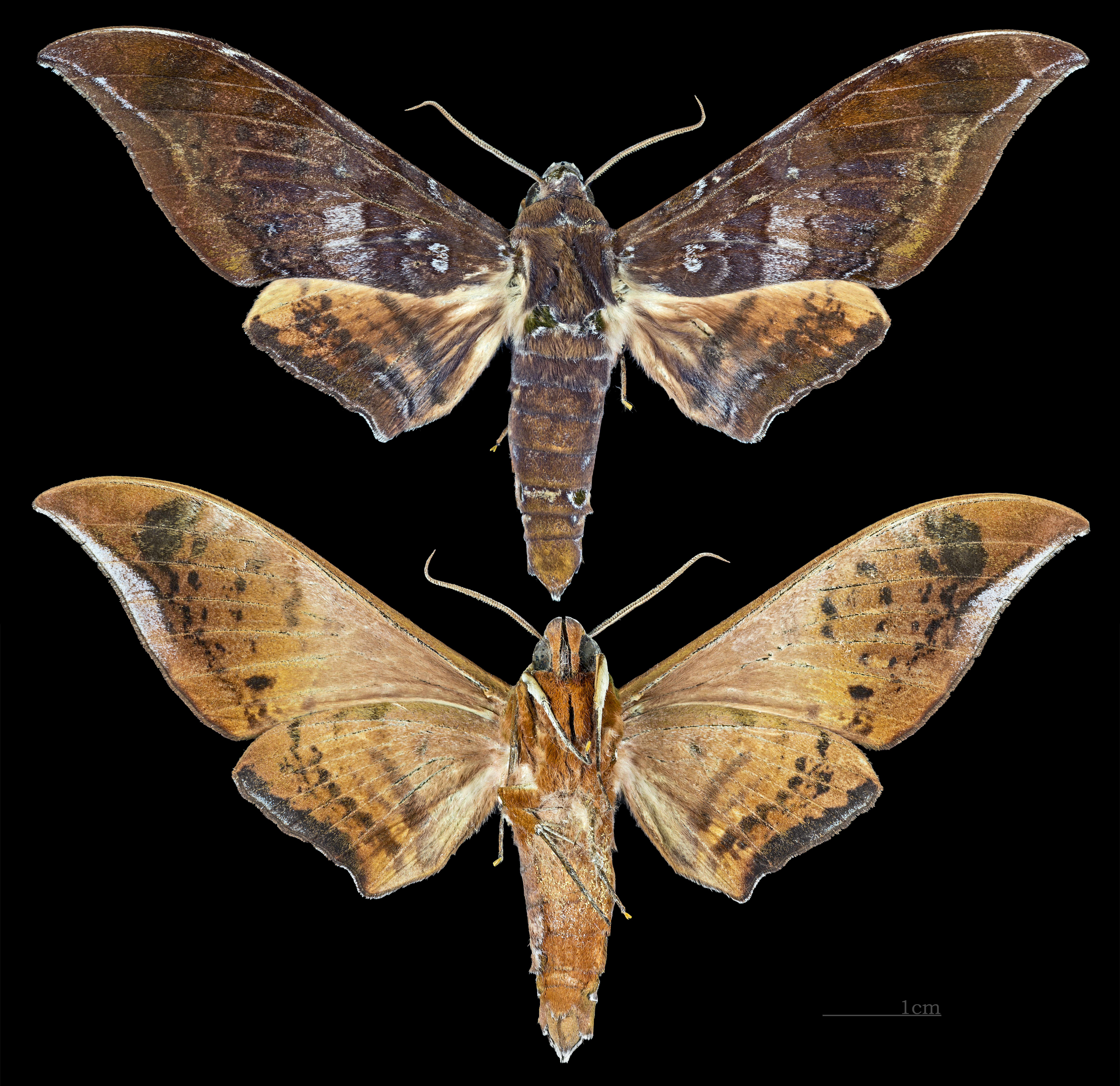
Ambulyx aglaia
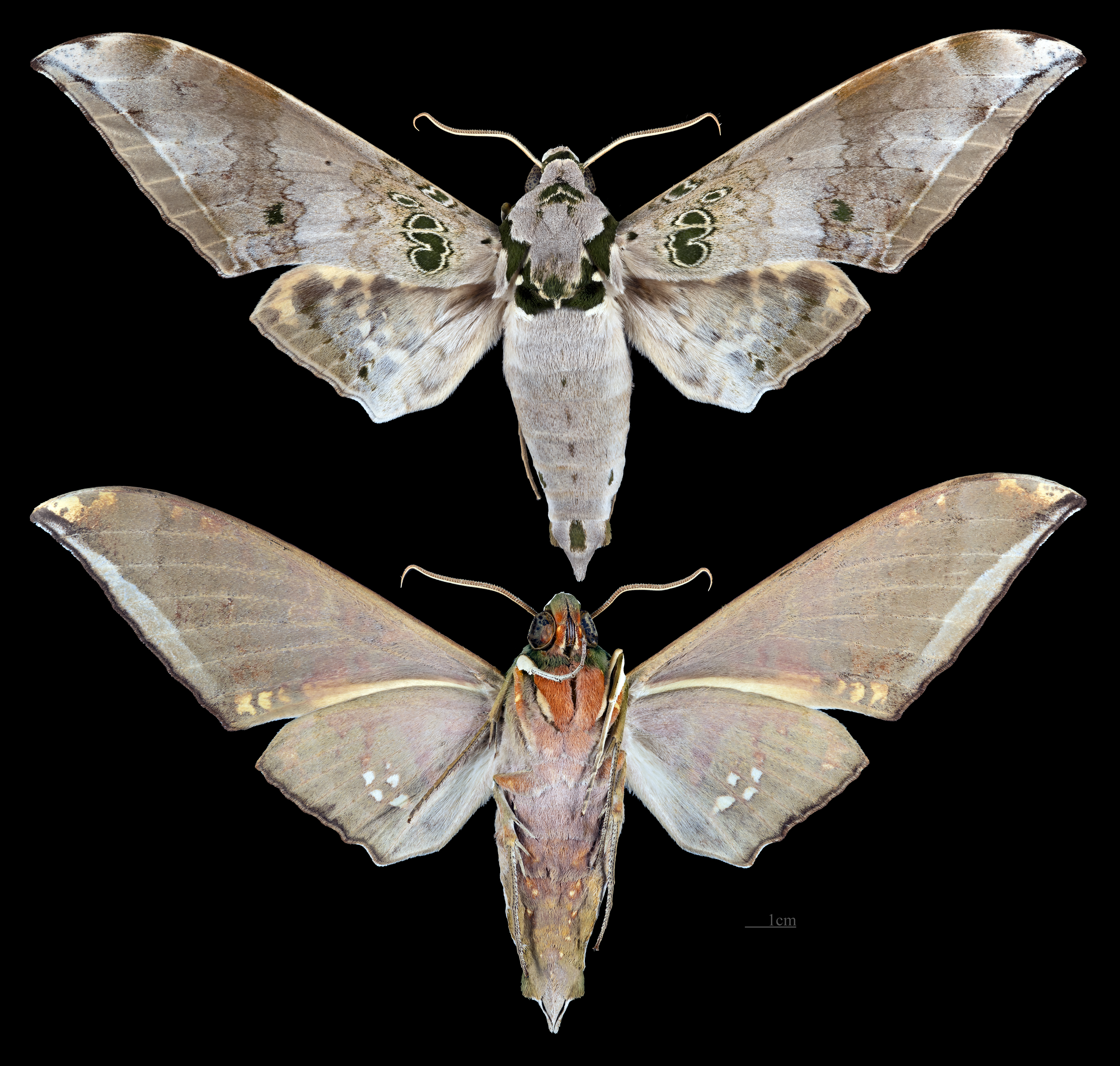
Ambulyx amboynensis
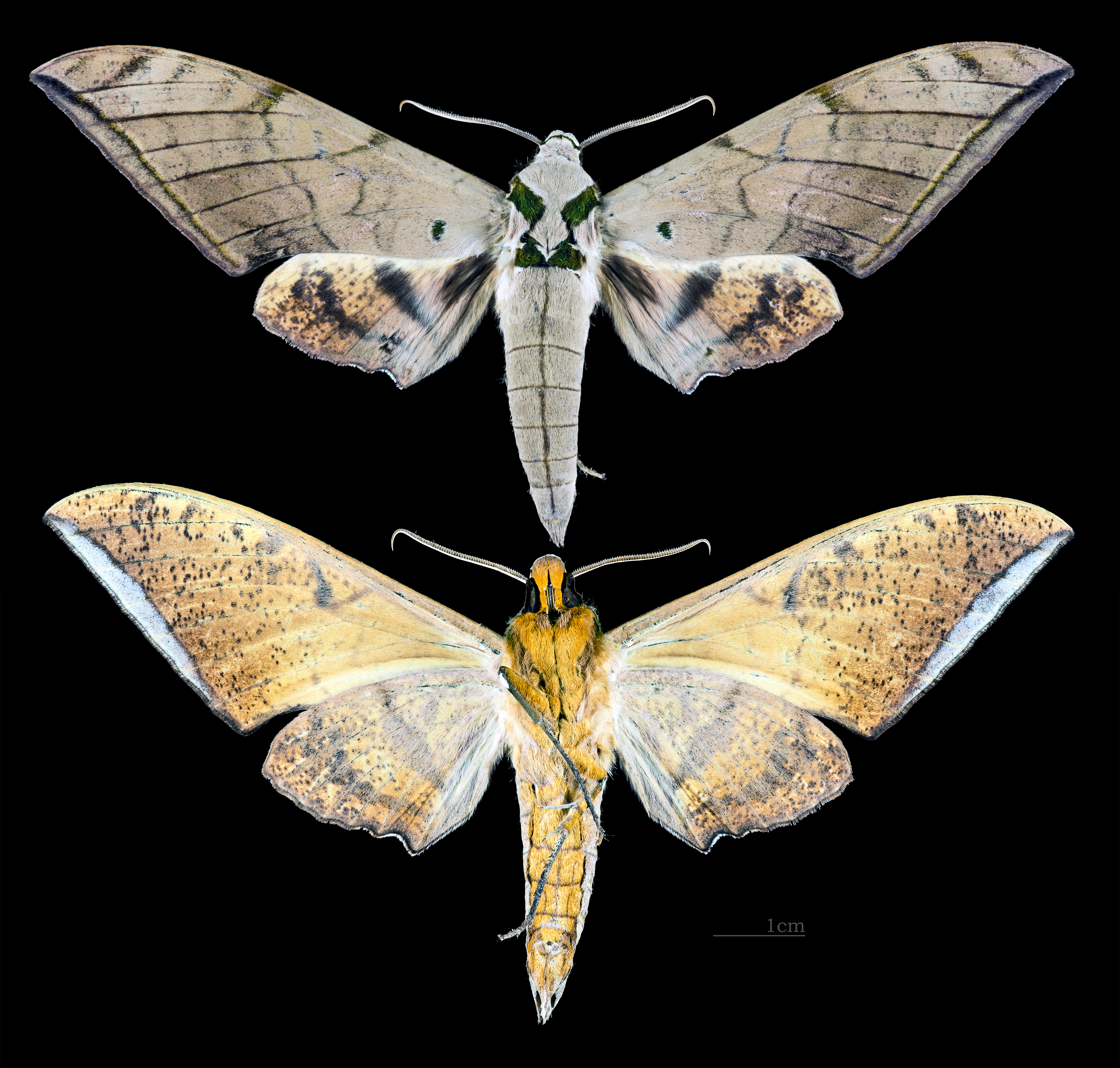
Ambulyx angustifasciata
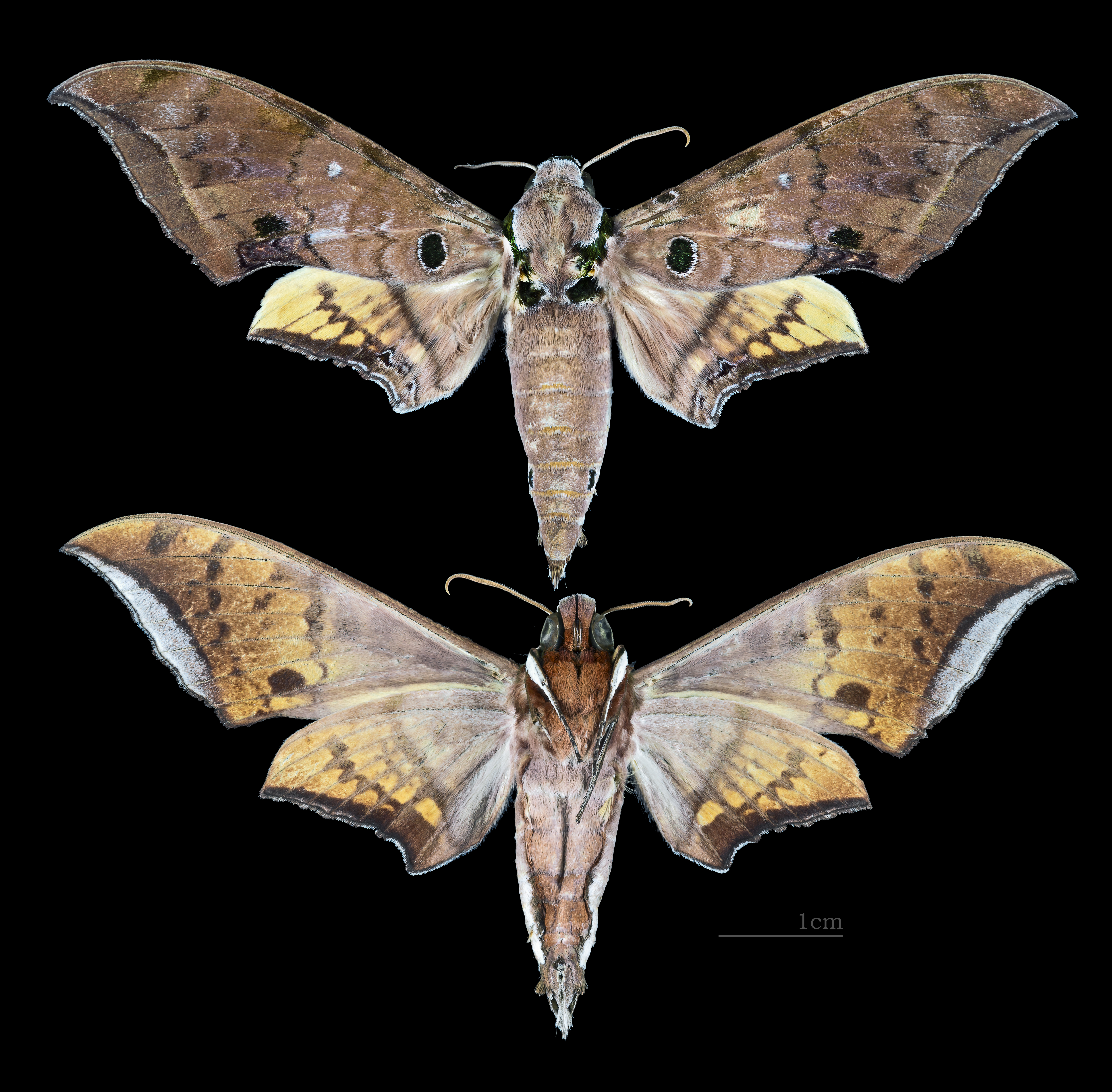
Ambulyx annulifera
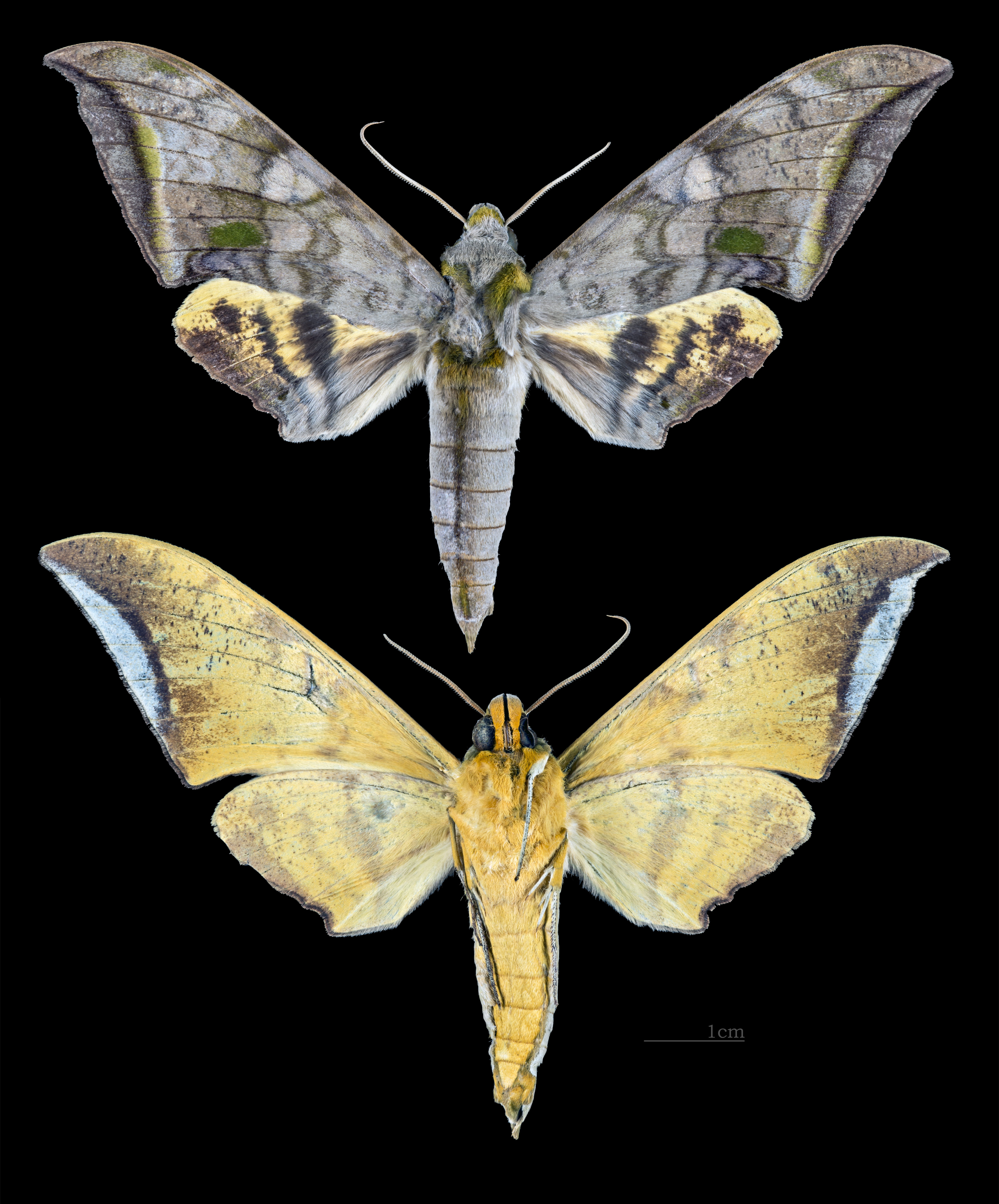
Ambulyx arentata
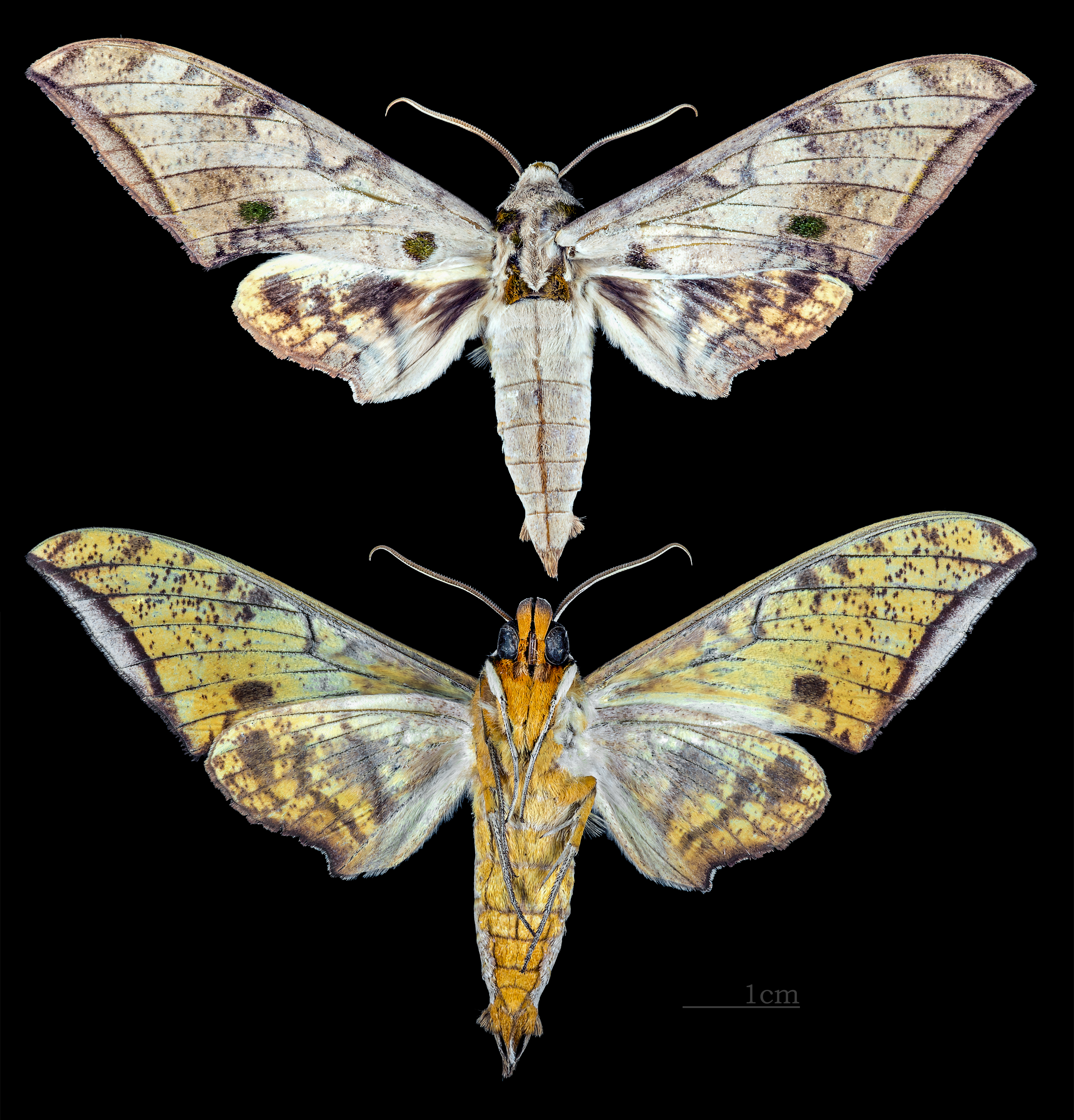
Ambulyx auripennis
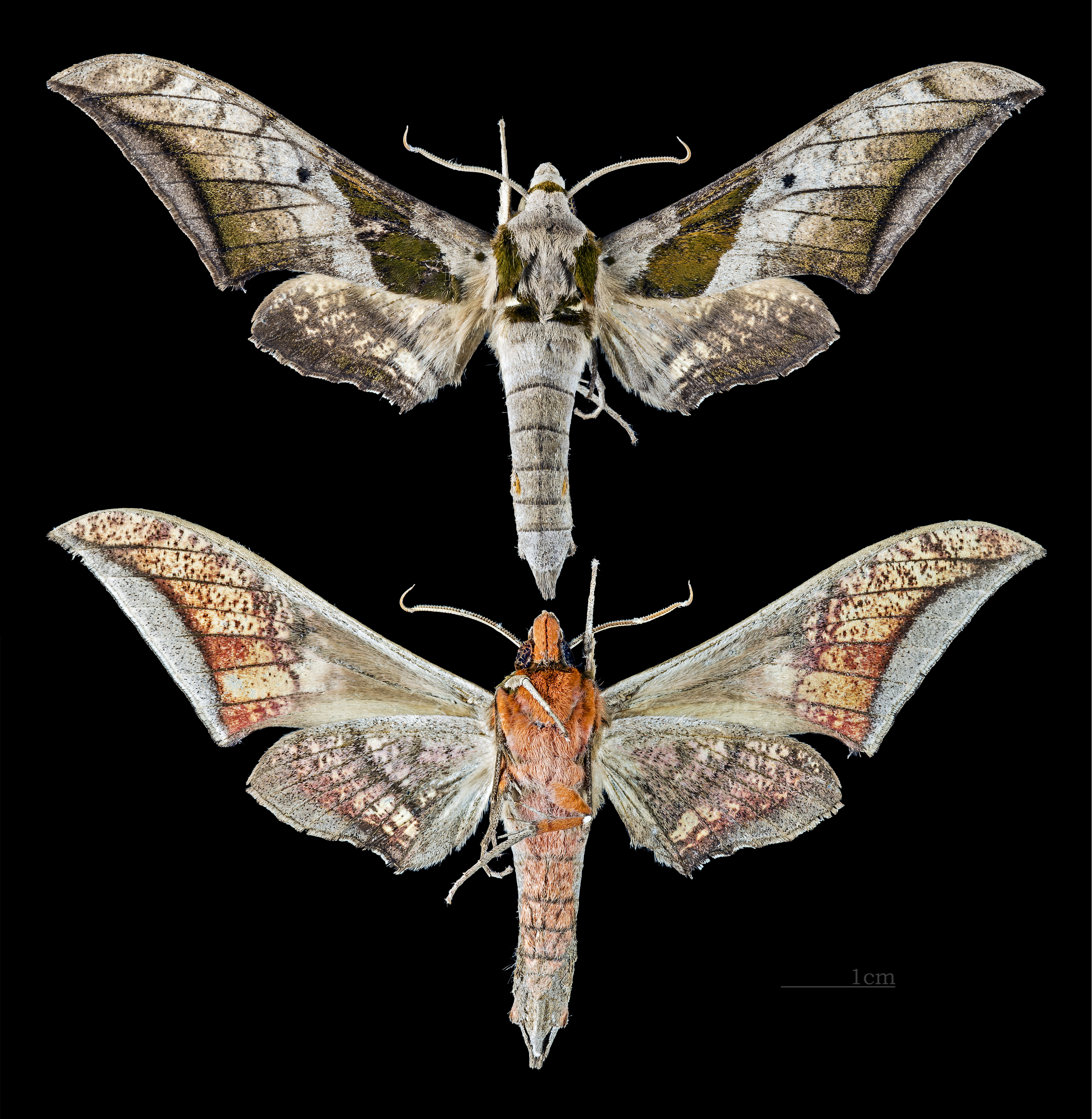
Ambulyx bakeri
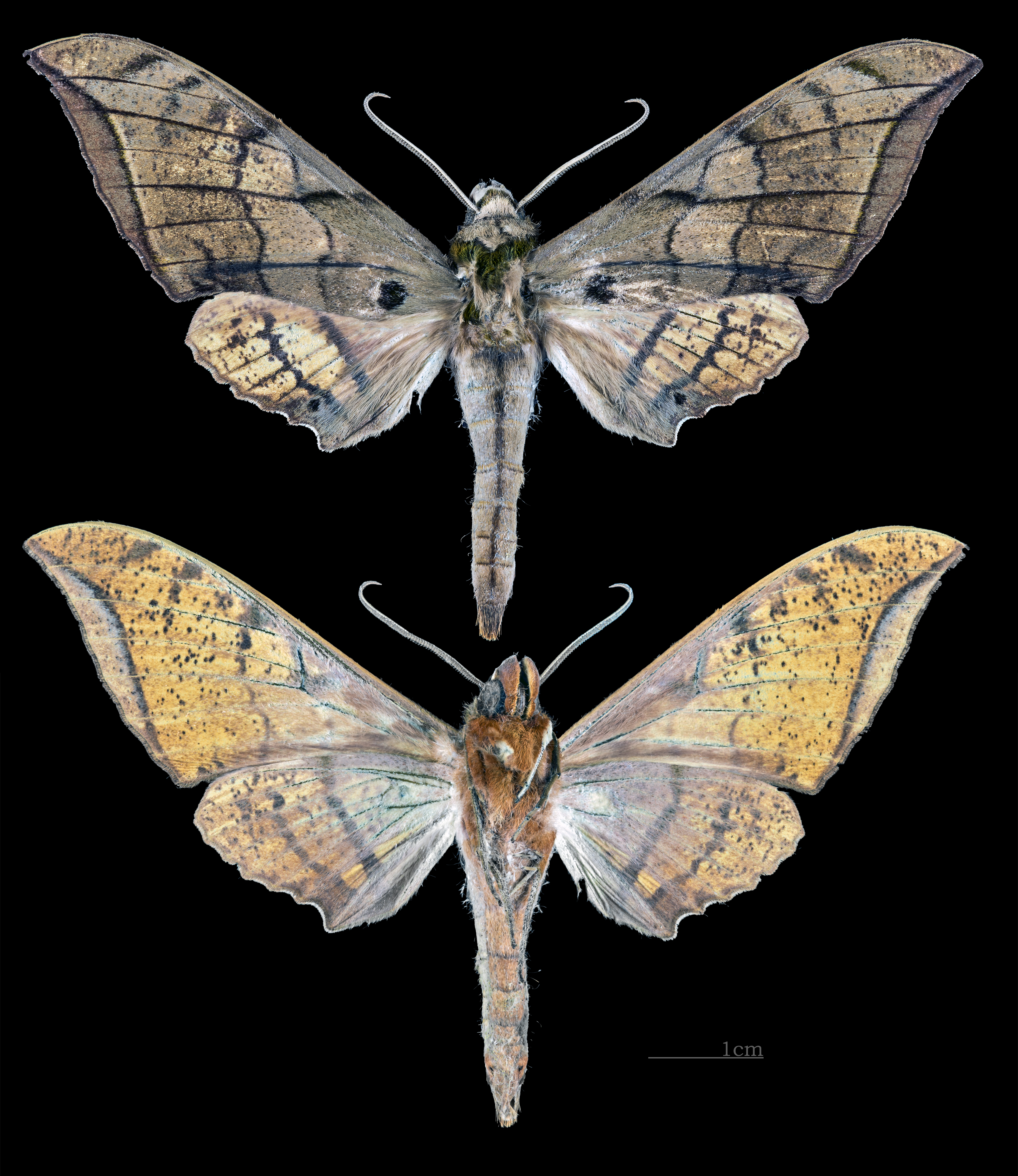
Ambulyx belli
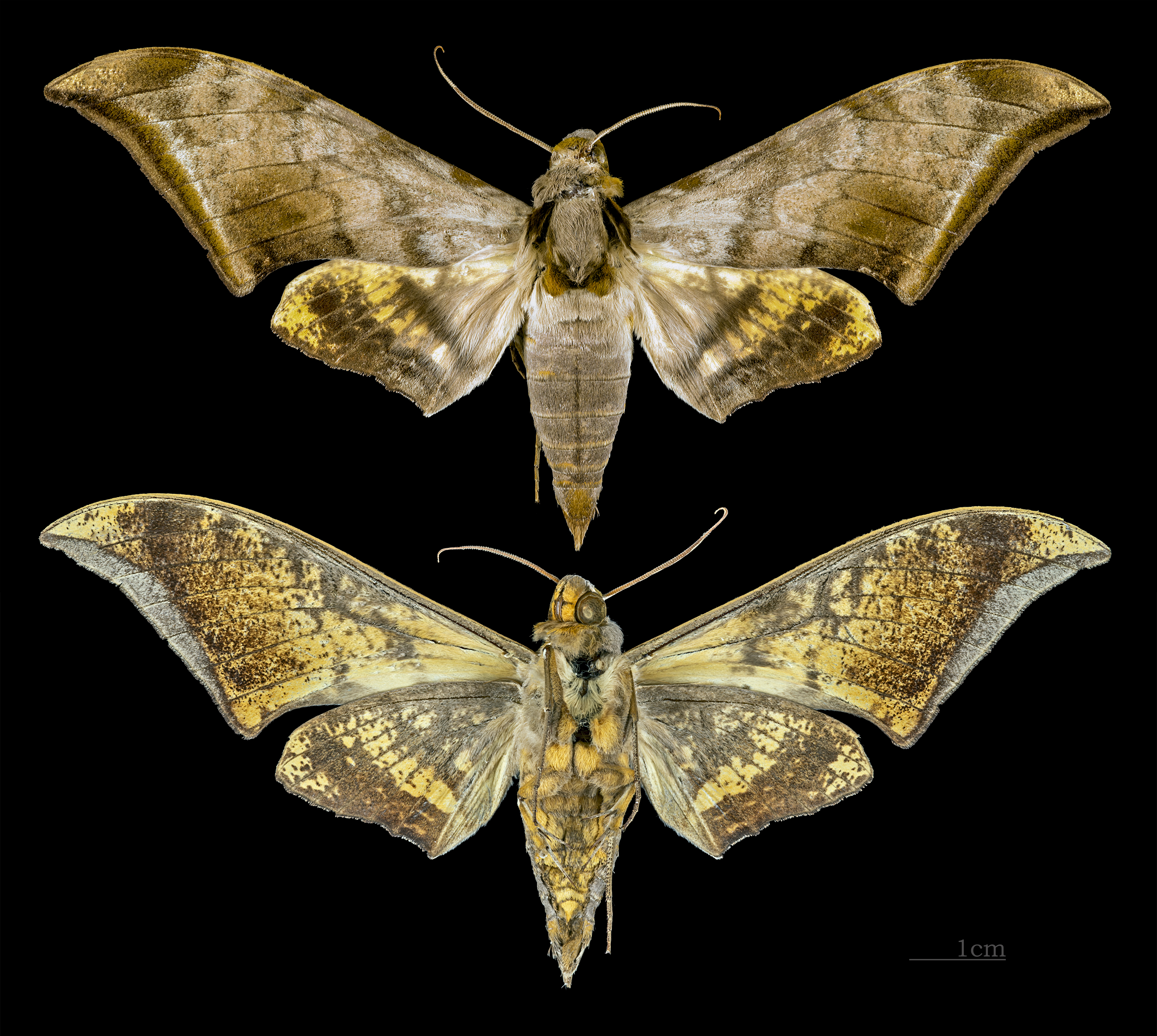
Ambulyx bima
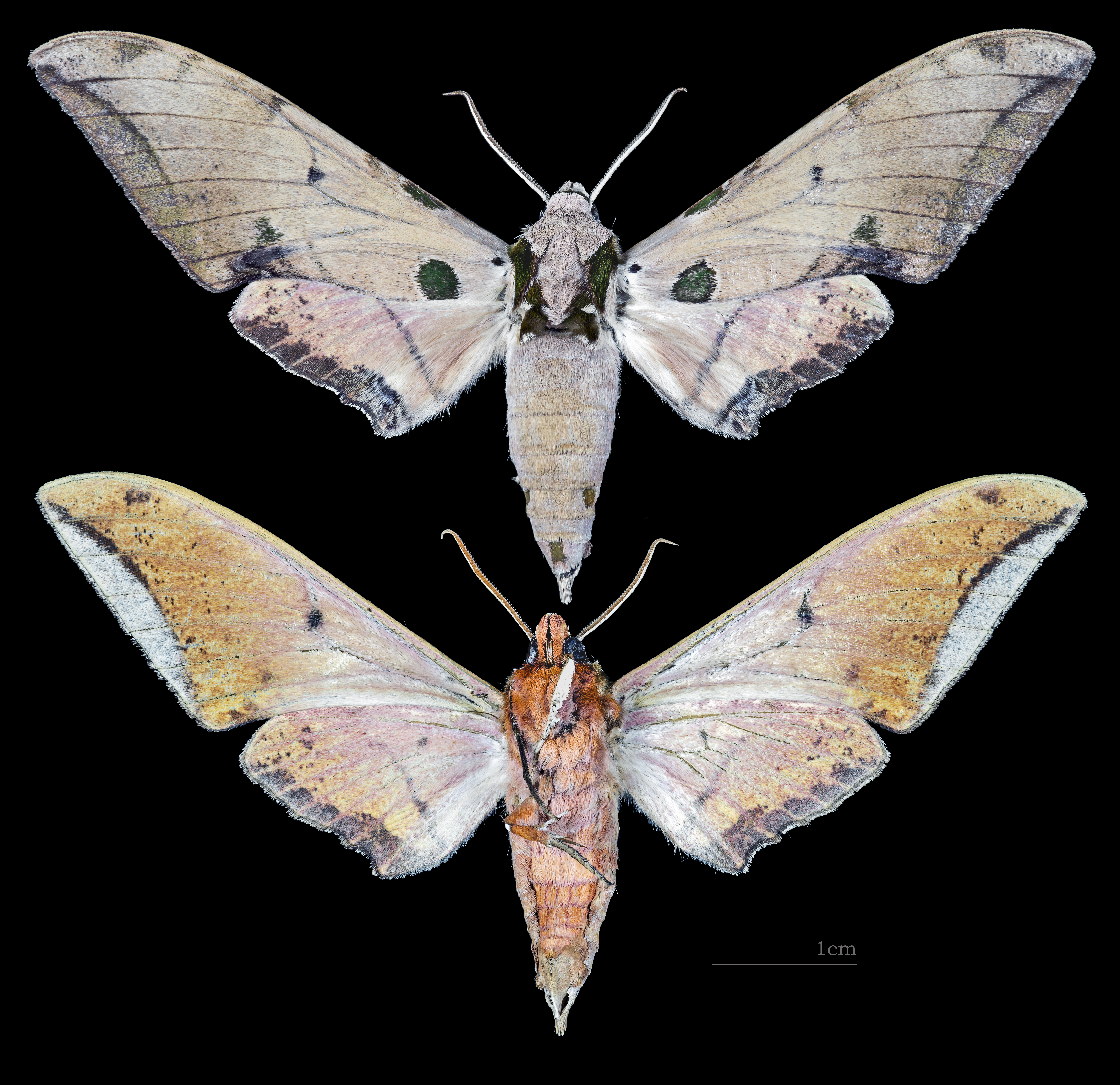
Ambulyx borneensis
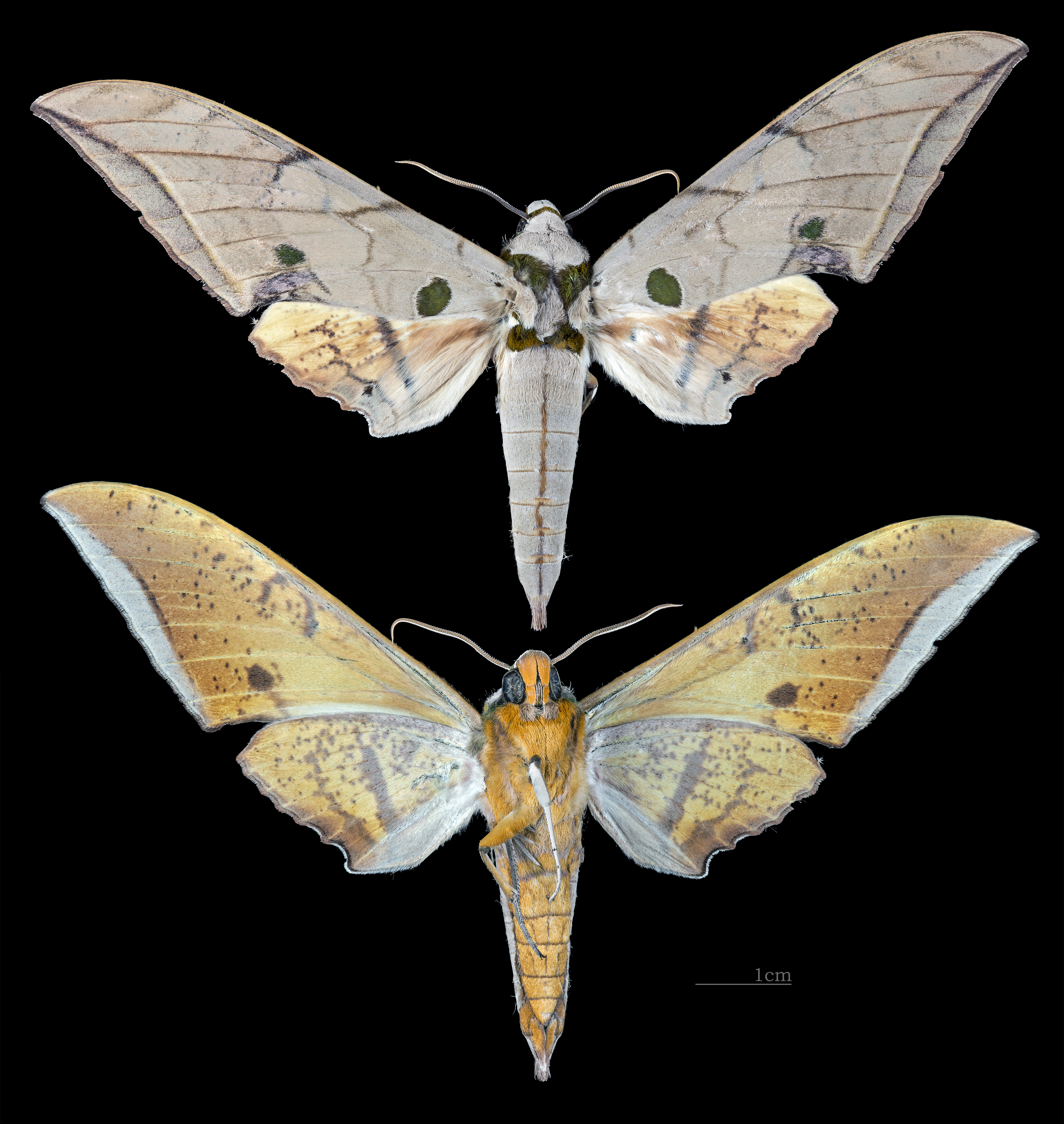
Ambulyx brooksi
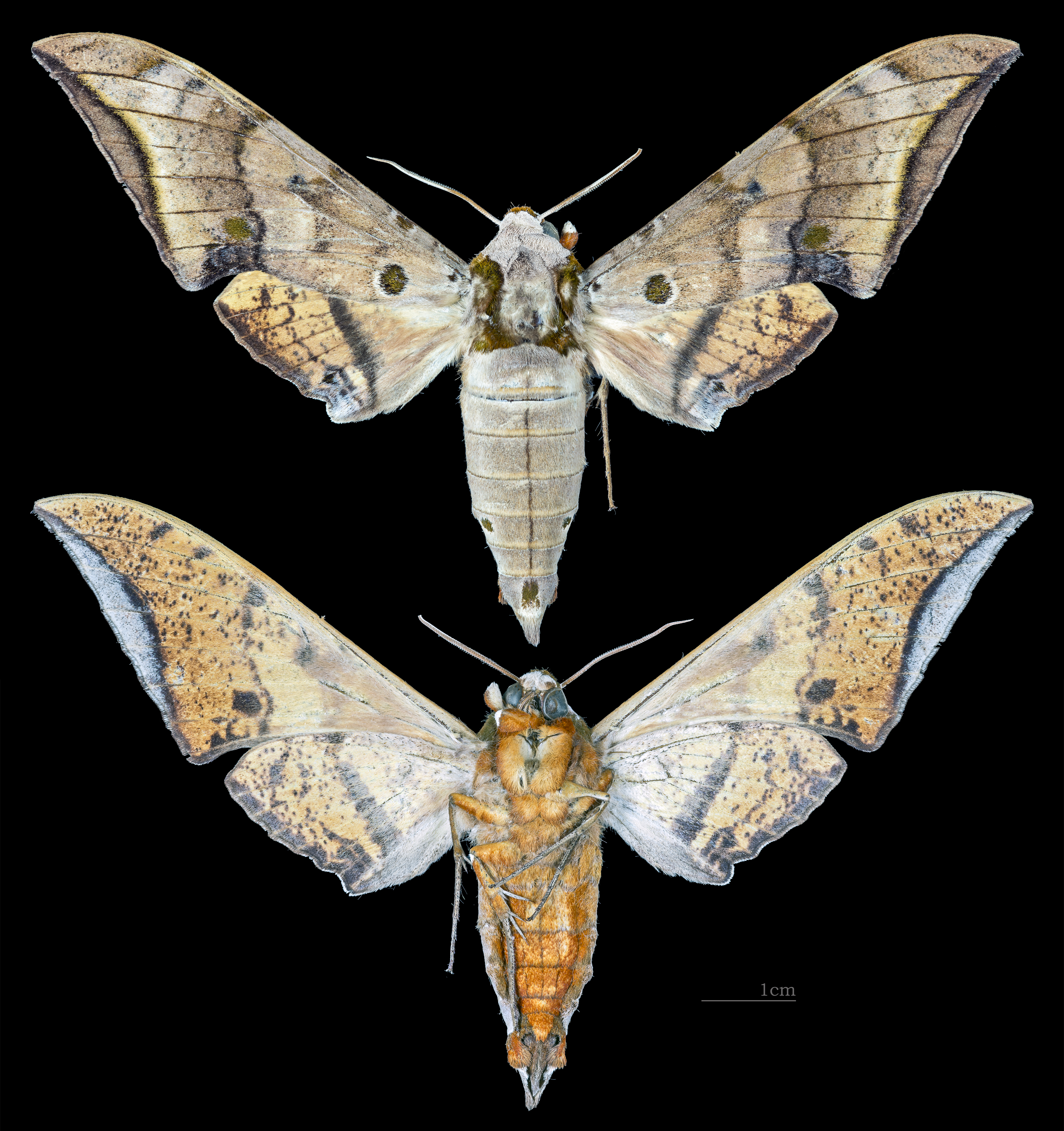
Ambulyx brunnea
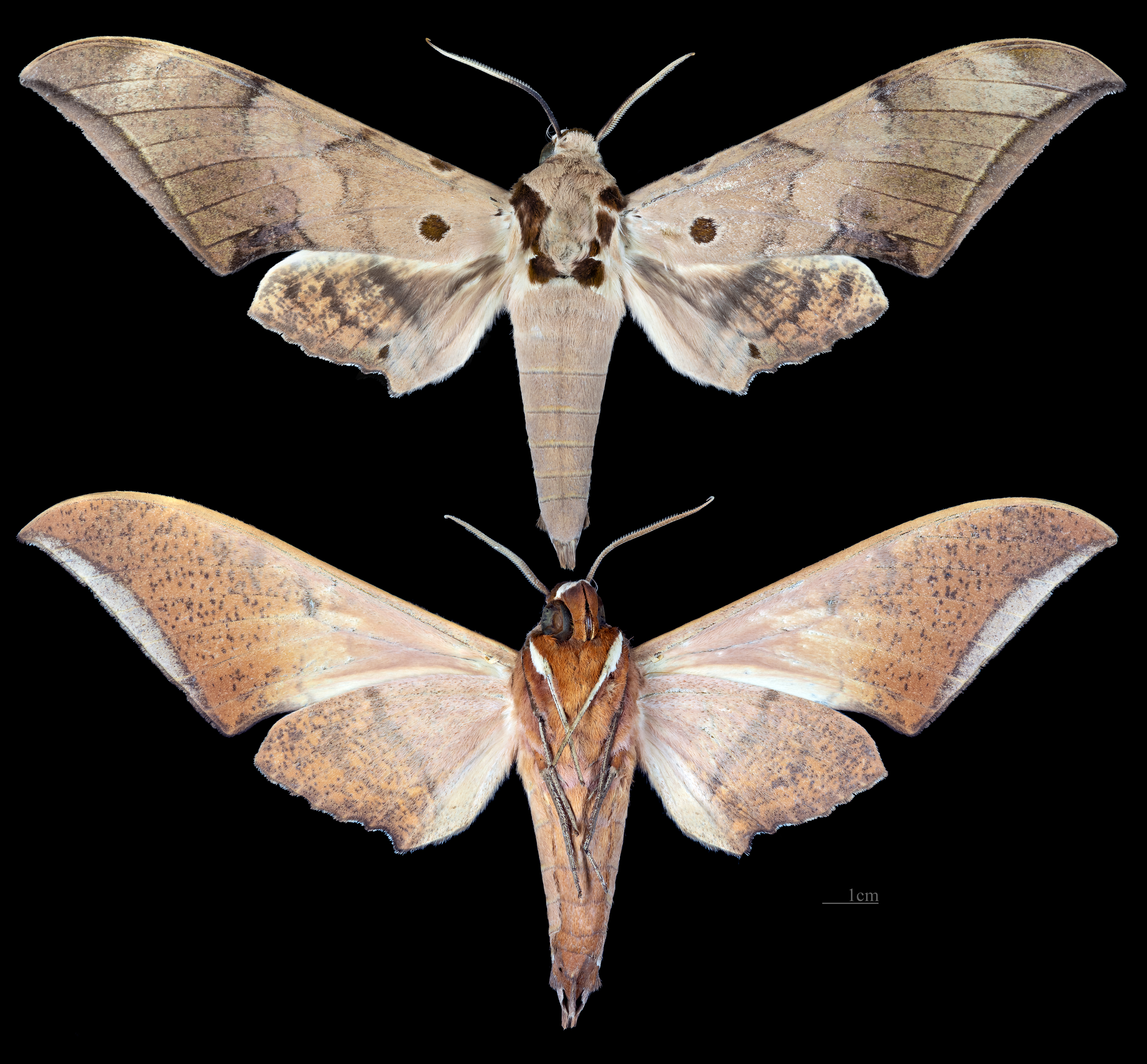
Ambulyx cana
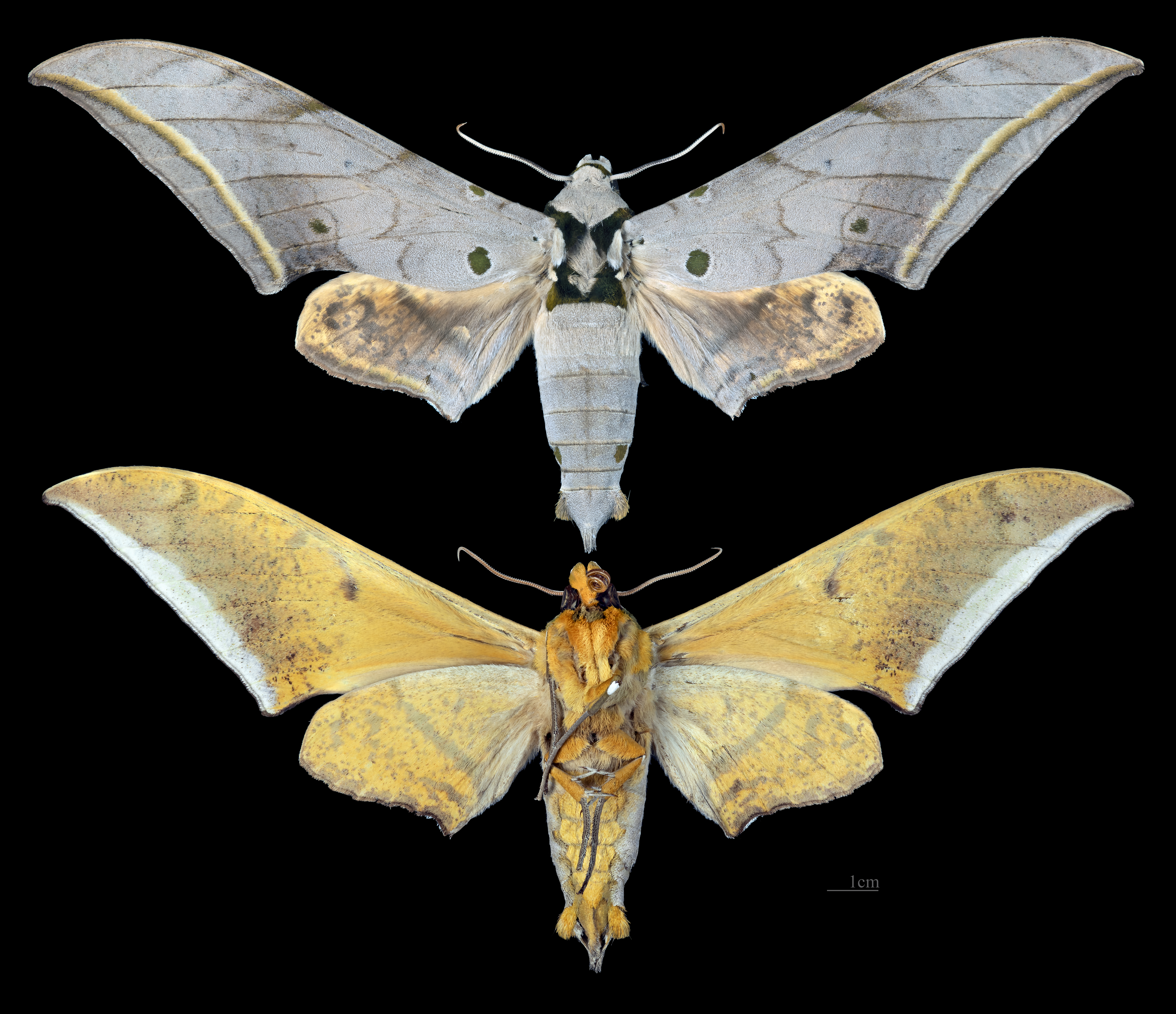
Ambulyx canescens
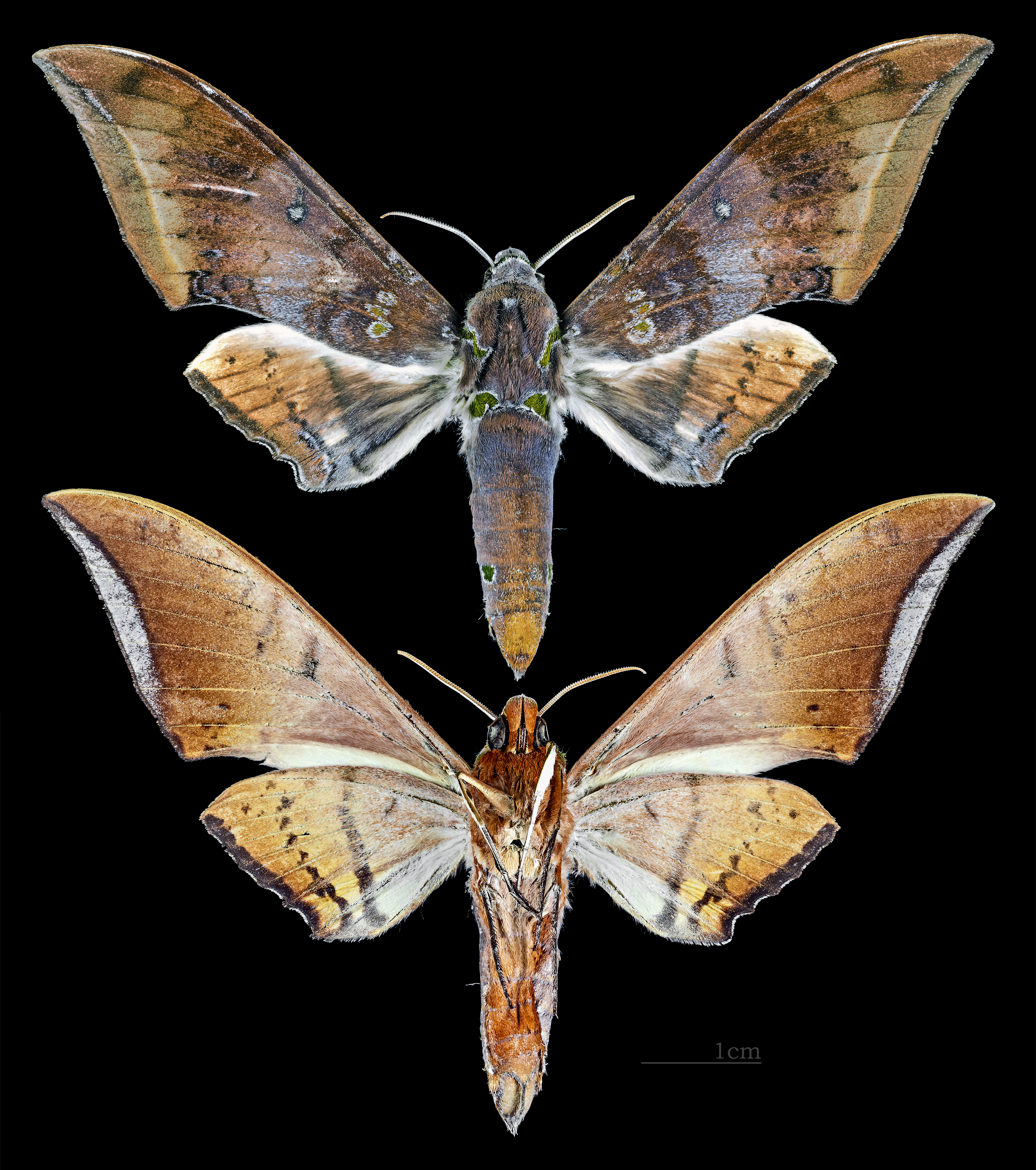
Ambulyx carycina
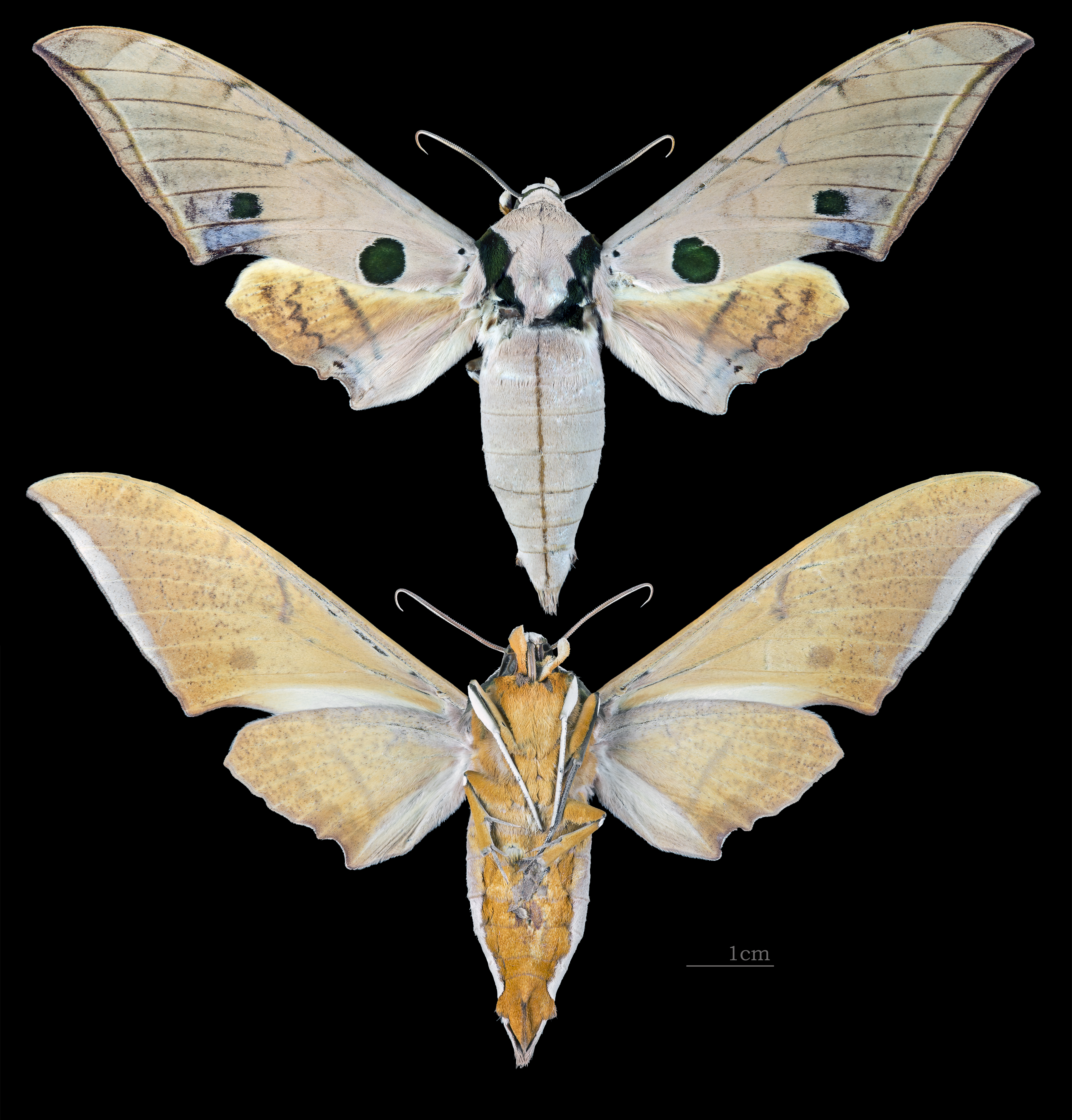
Ambulyx celebensis
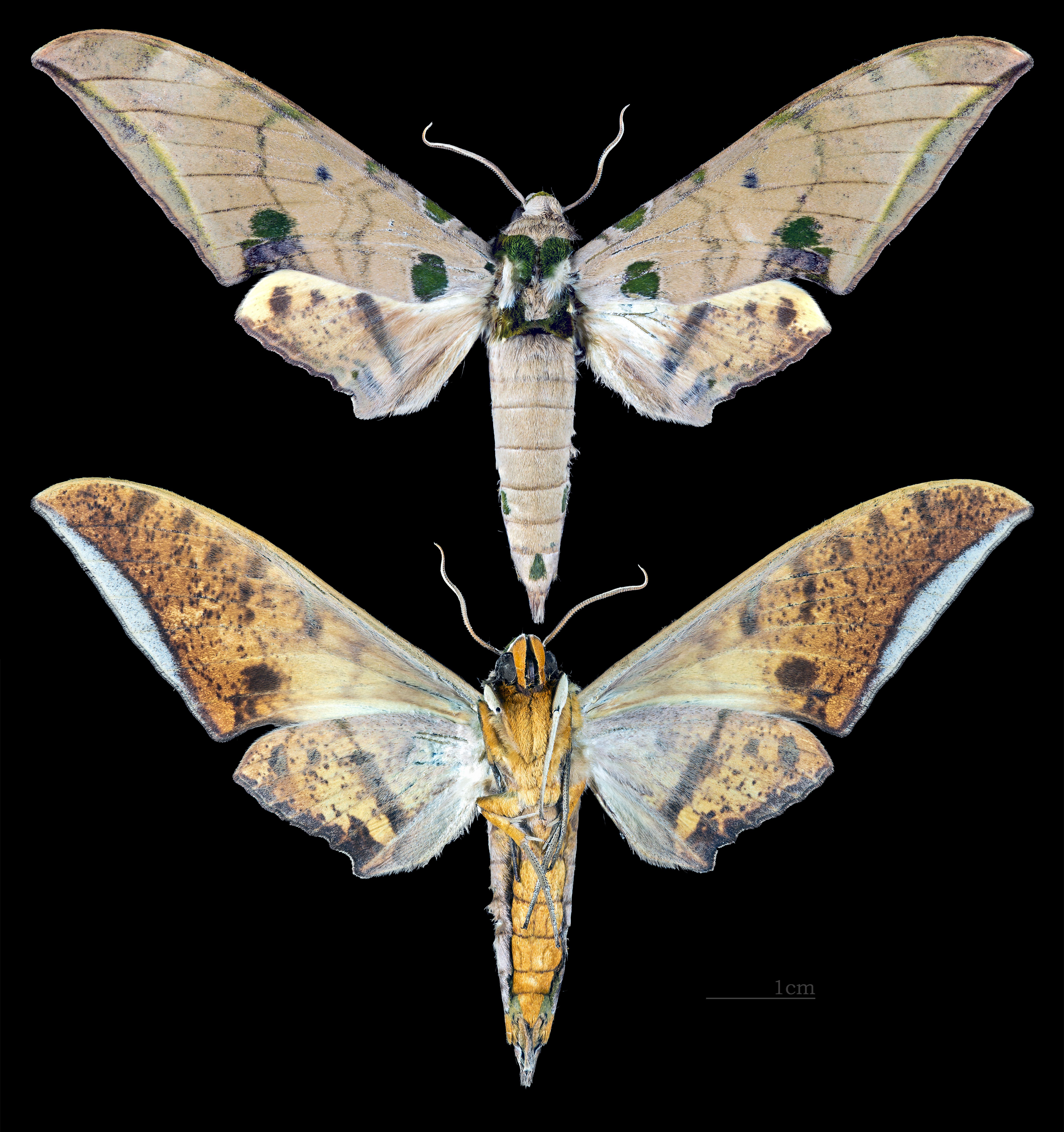
Ambulyx ceramensis
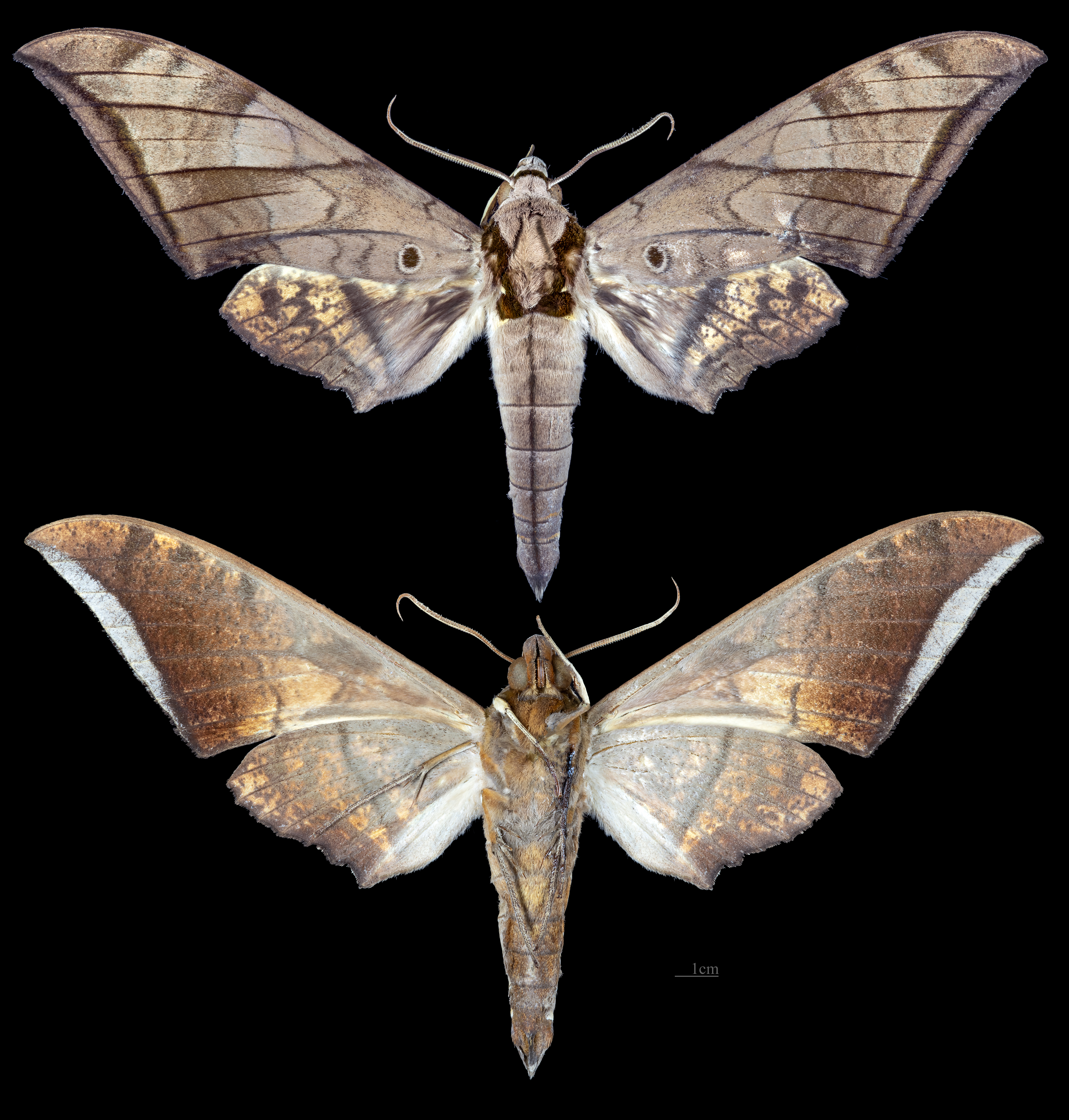
Ambulyx charlesi
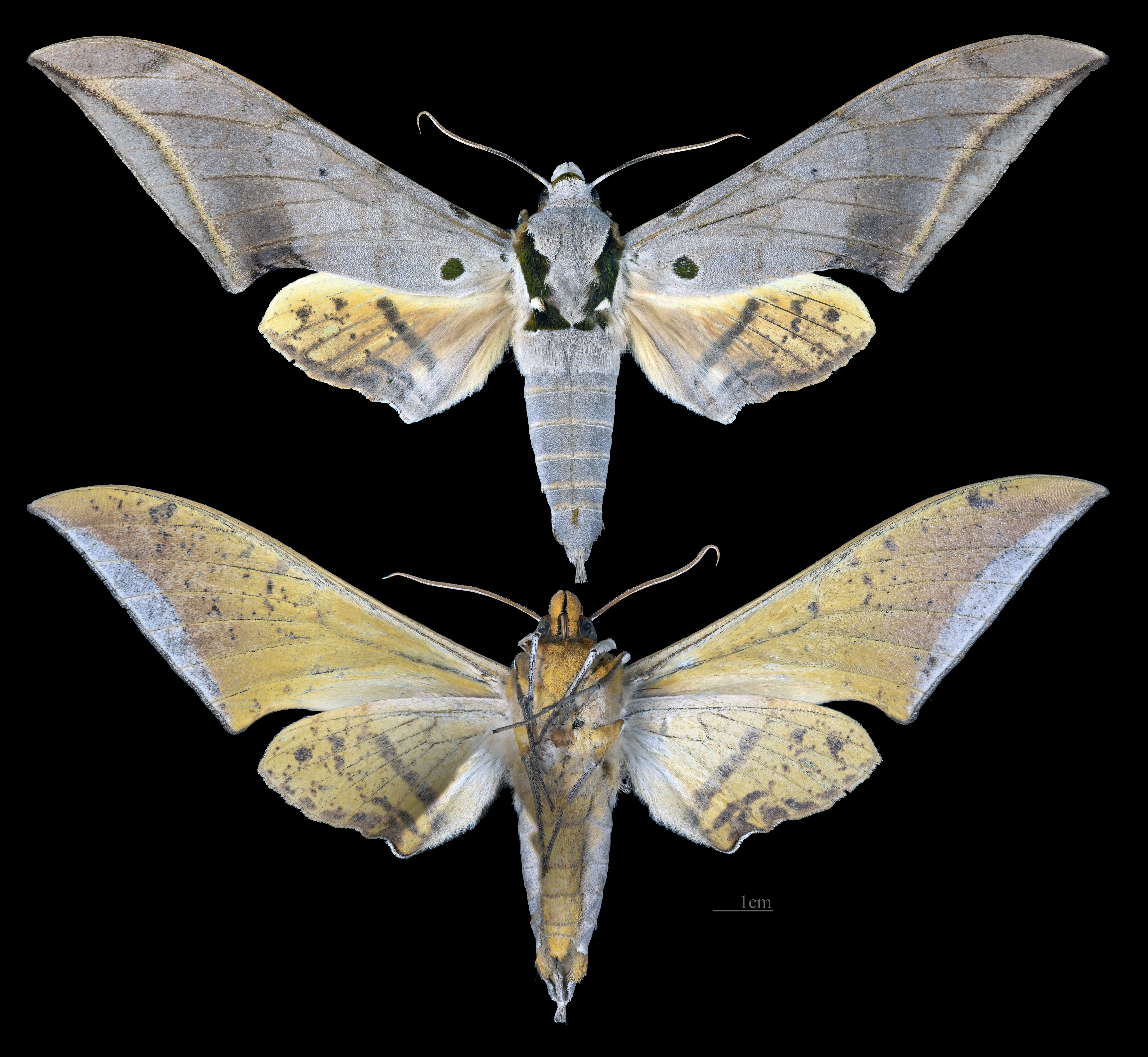
Ambulyx chinensis
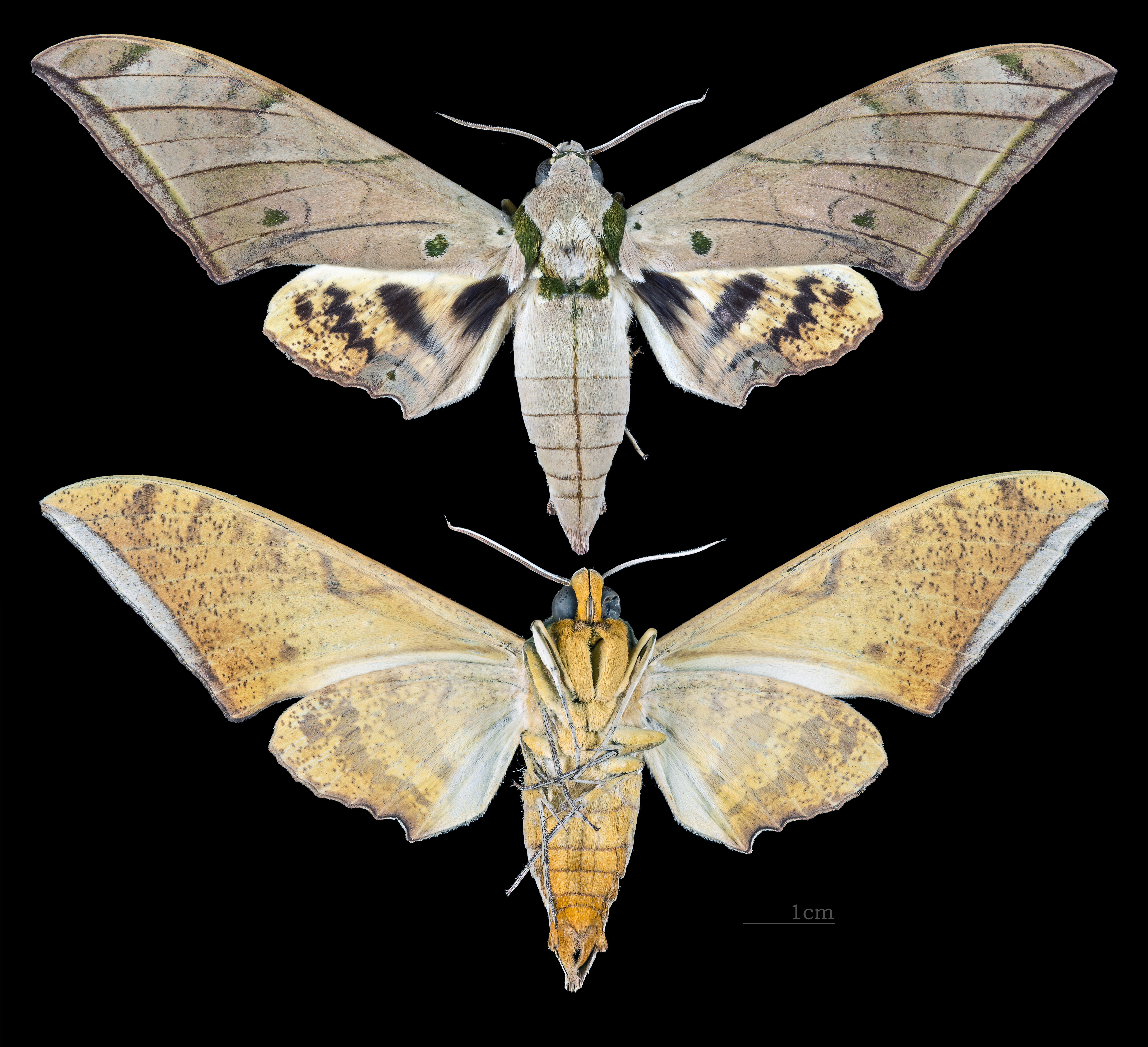
Ambulyx citrona
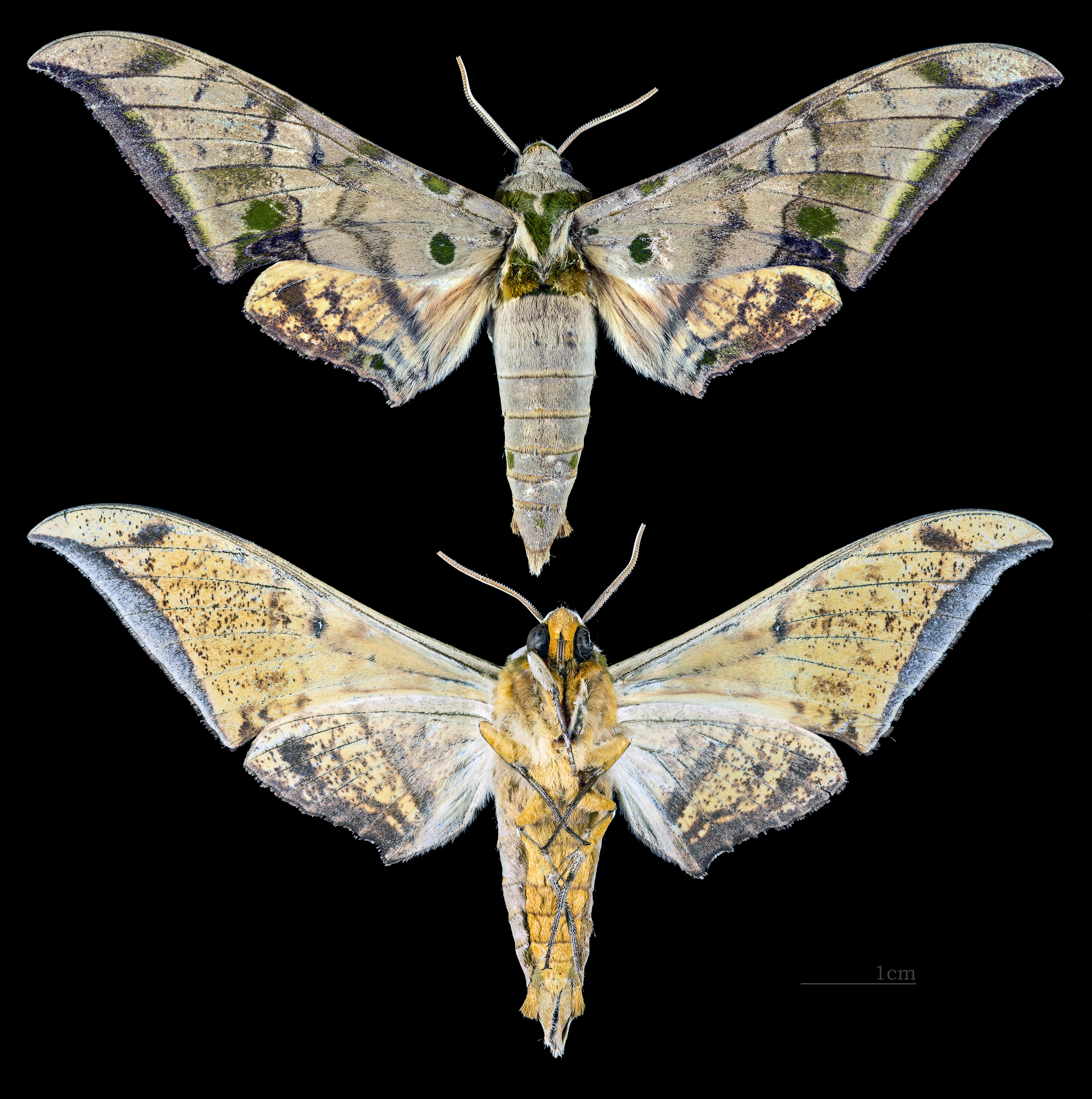
Ambulyx clavata
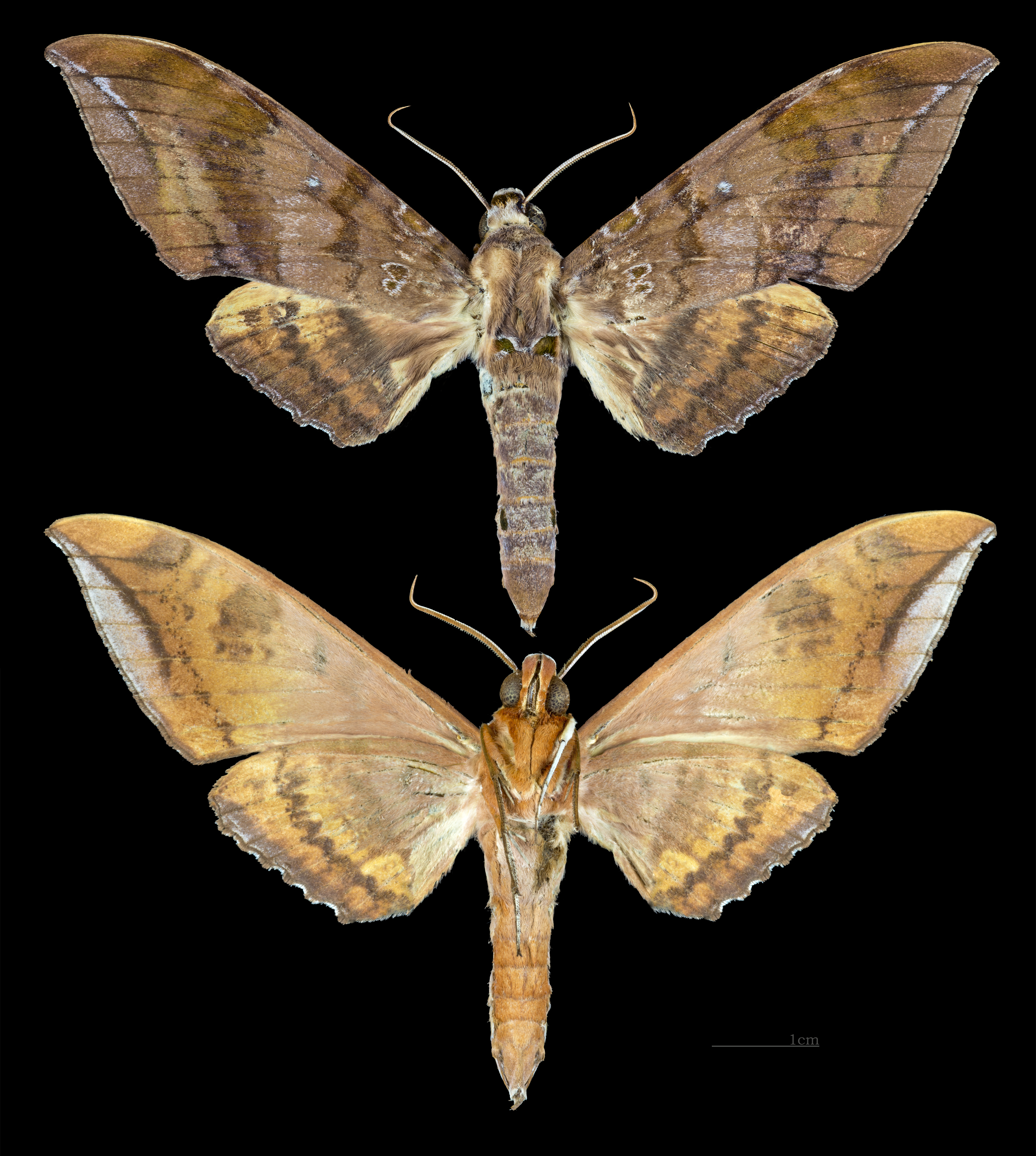
Ambulyx consanguis
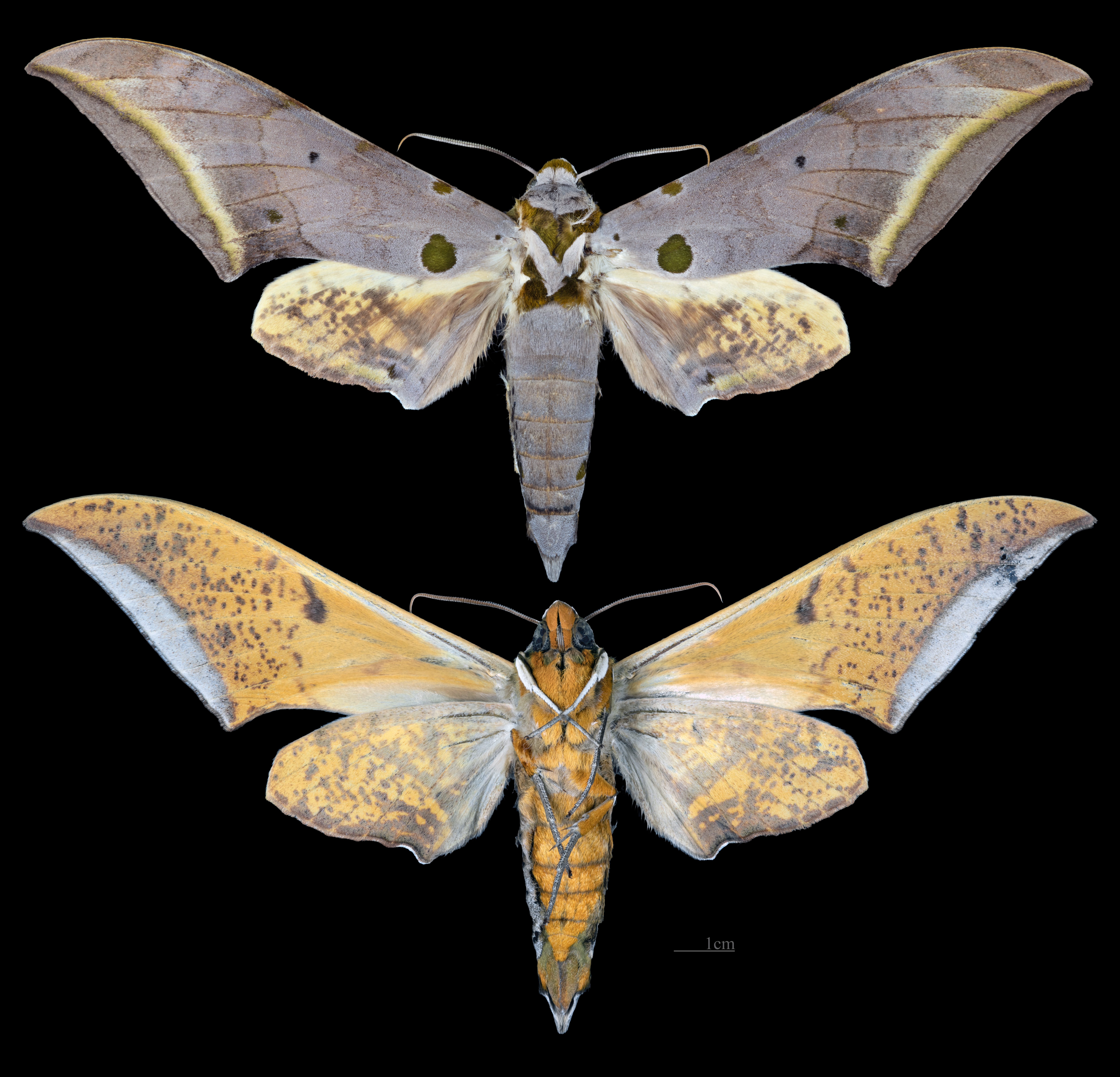
Ambulyx cyclasticta
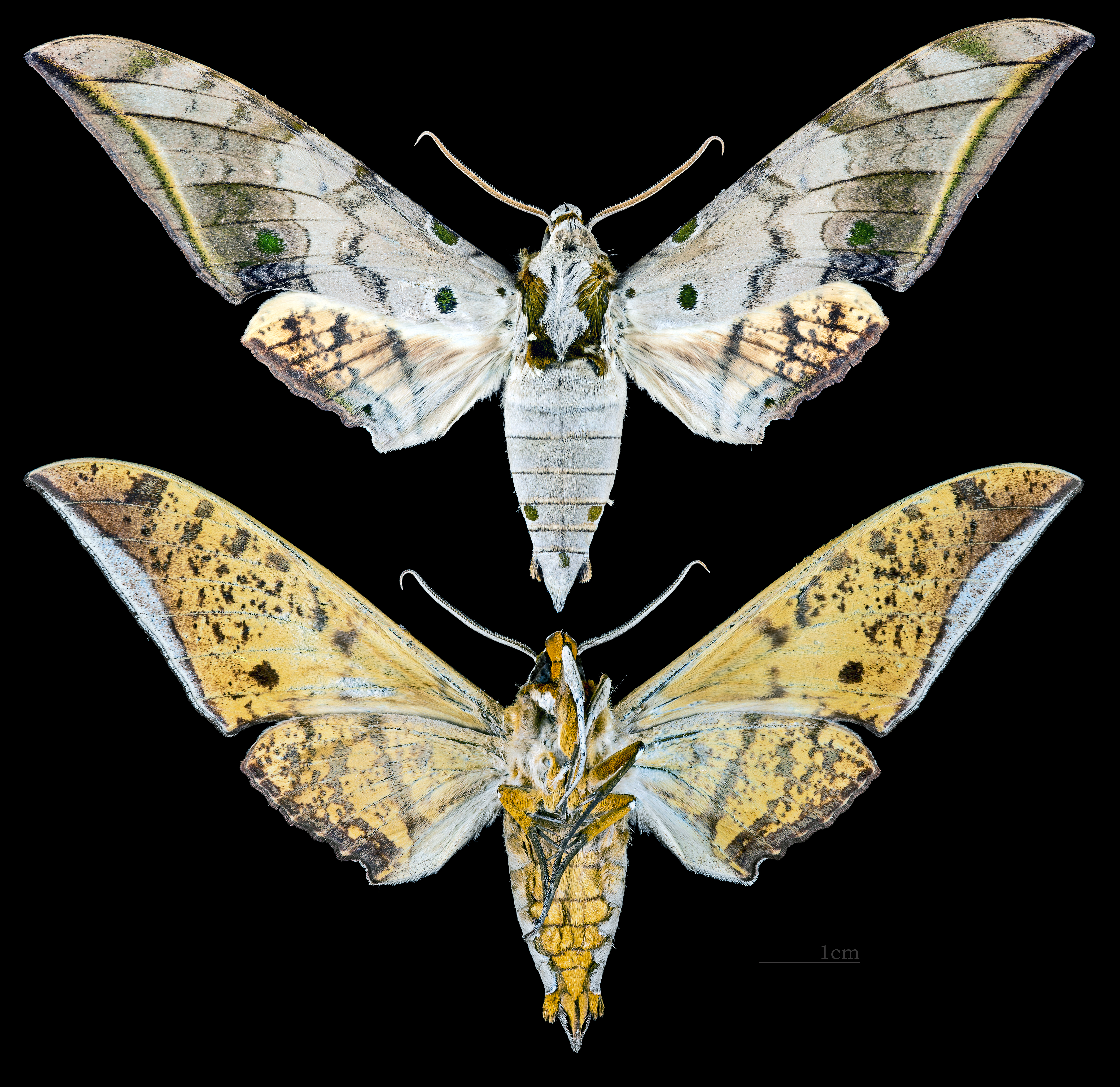
Ambulyx dohertyi
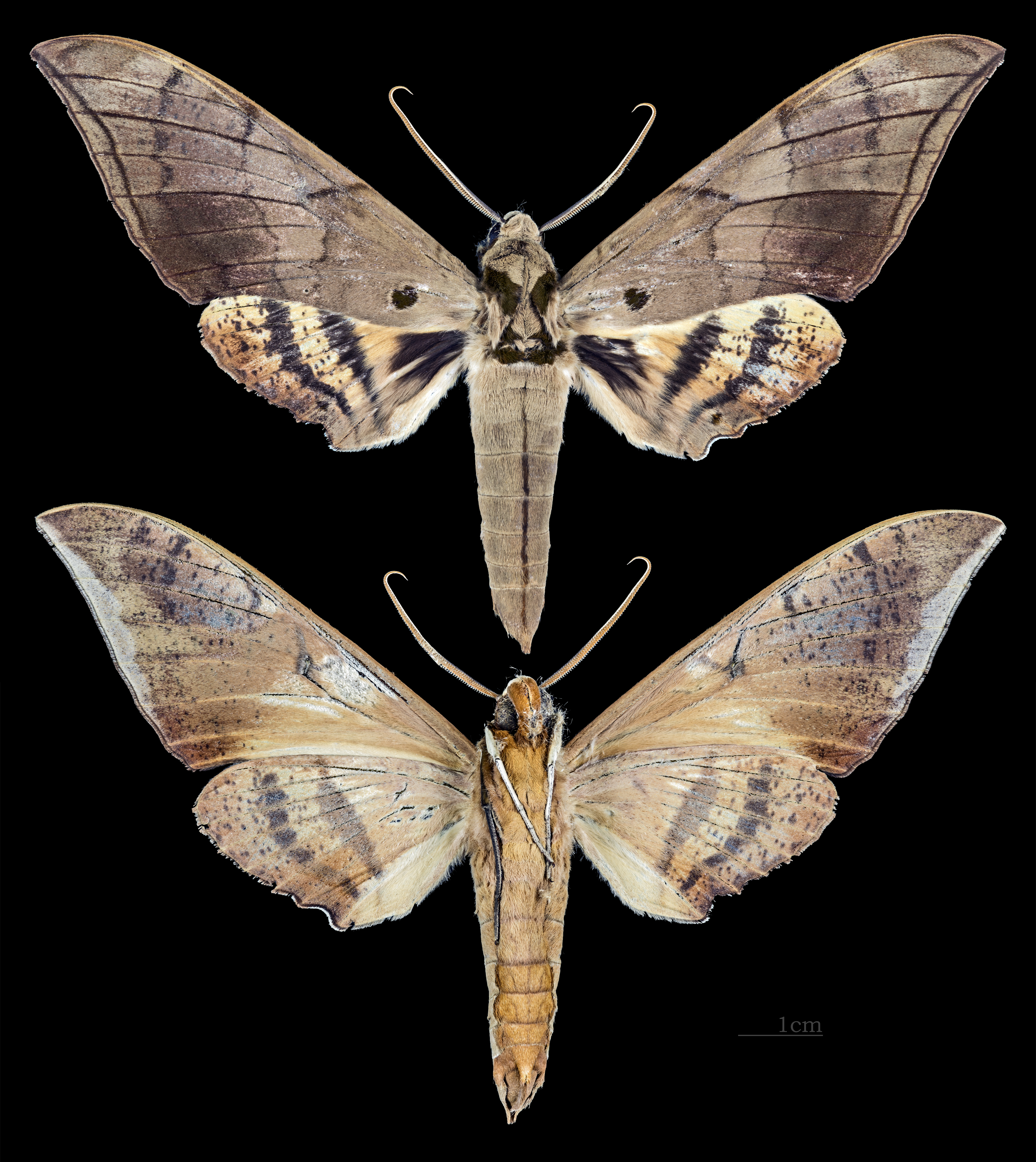
Ambulyx eteocles
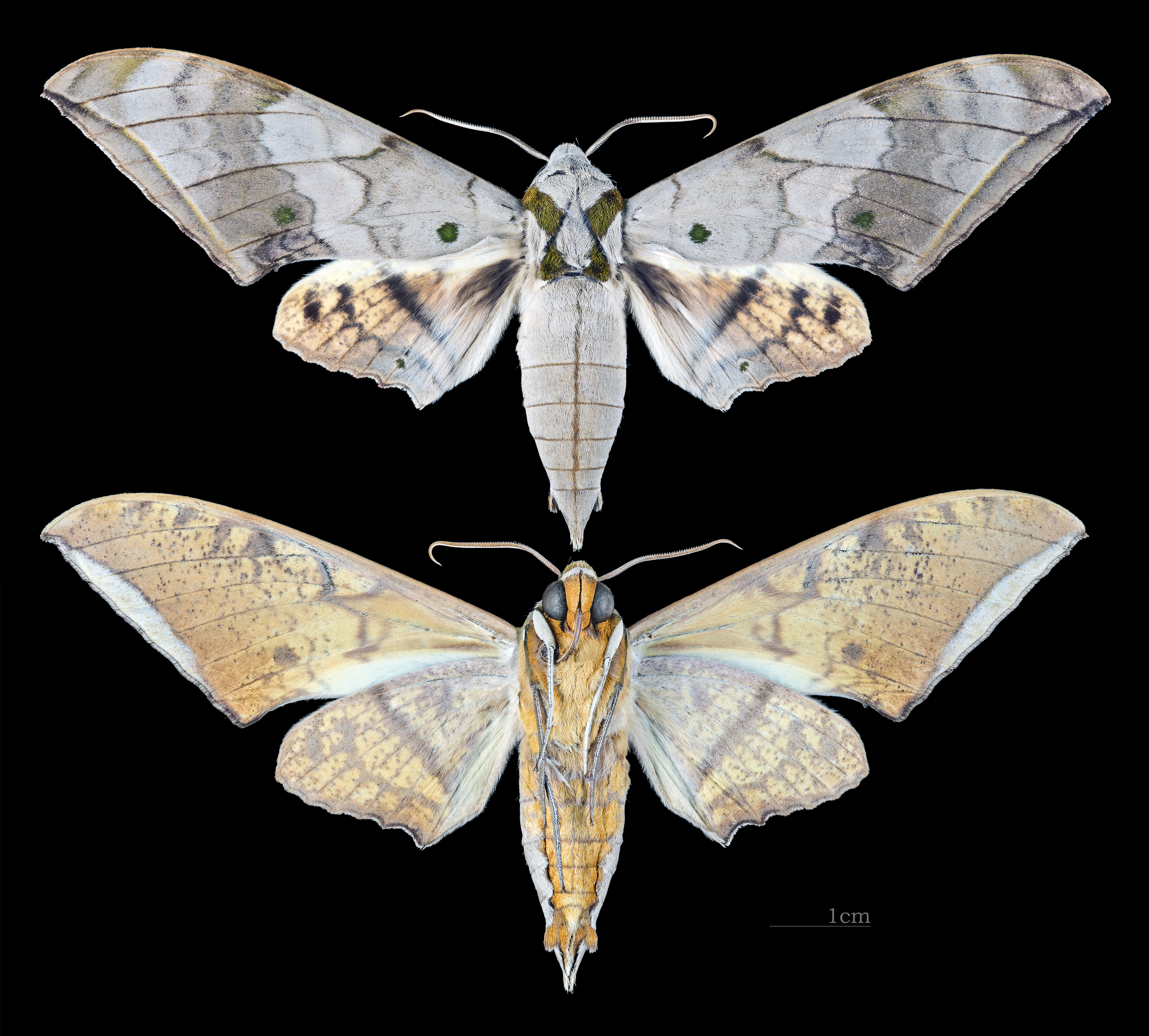
Ambulyx felixi
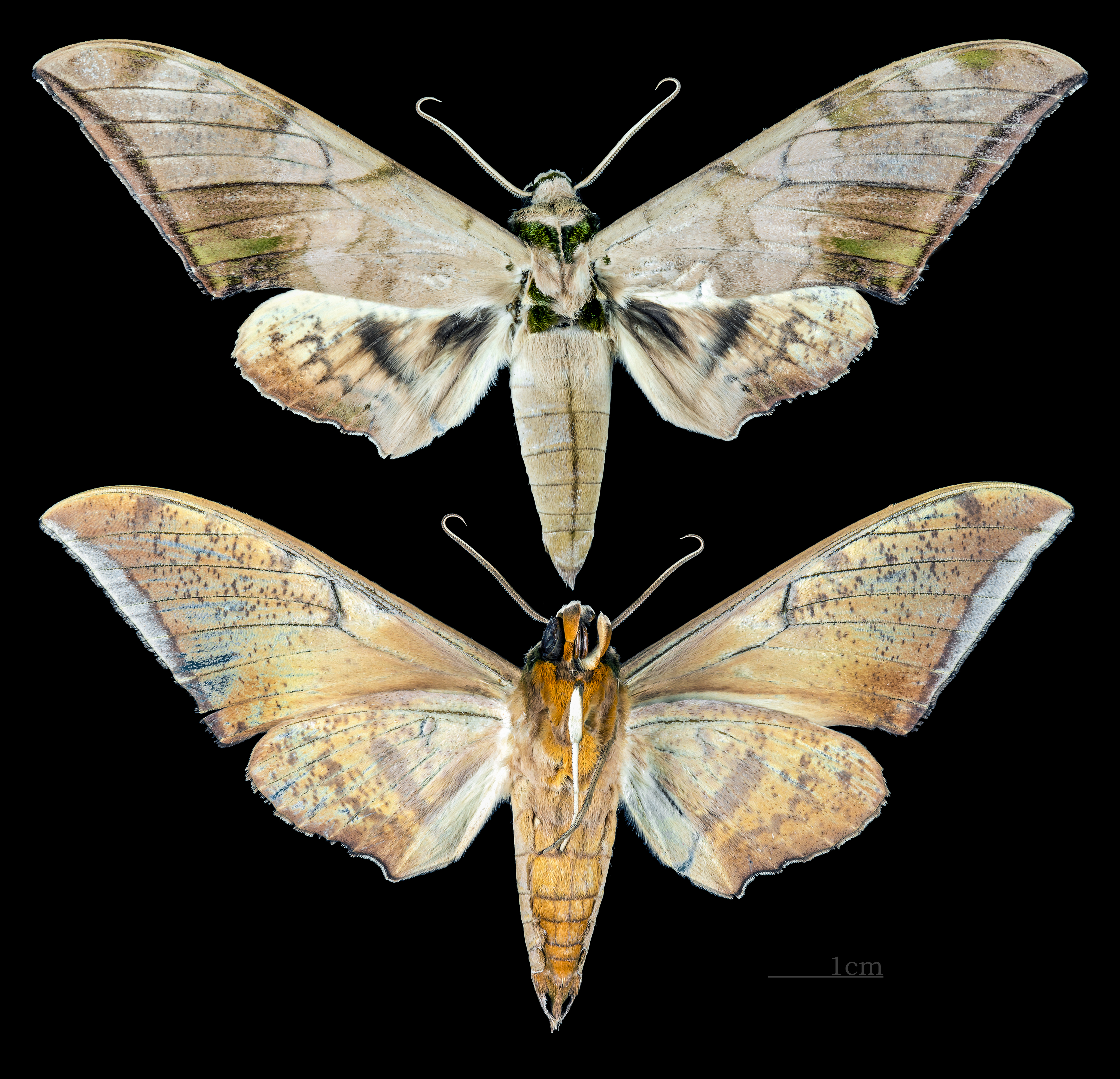
Ambulyx flava
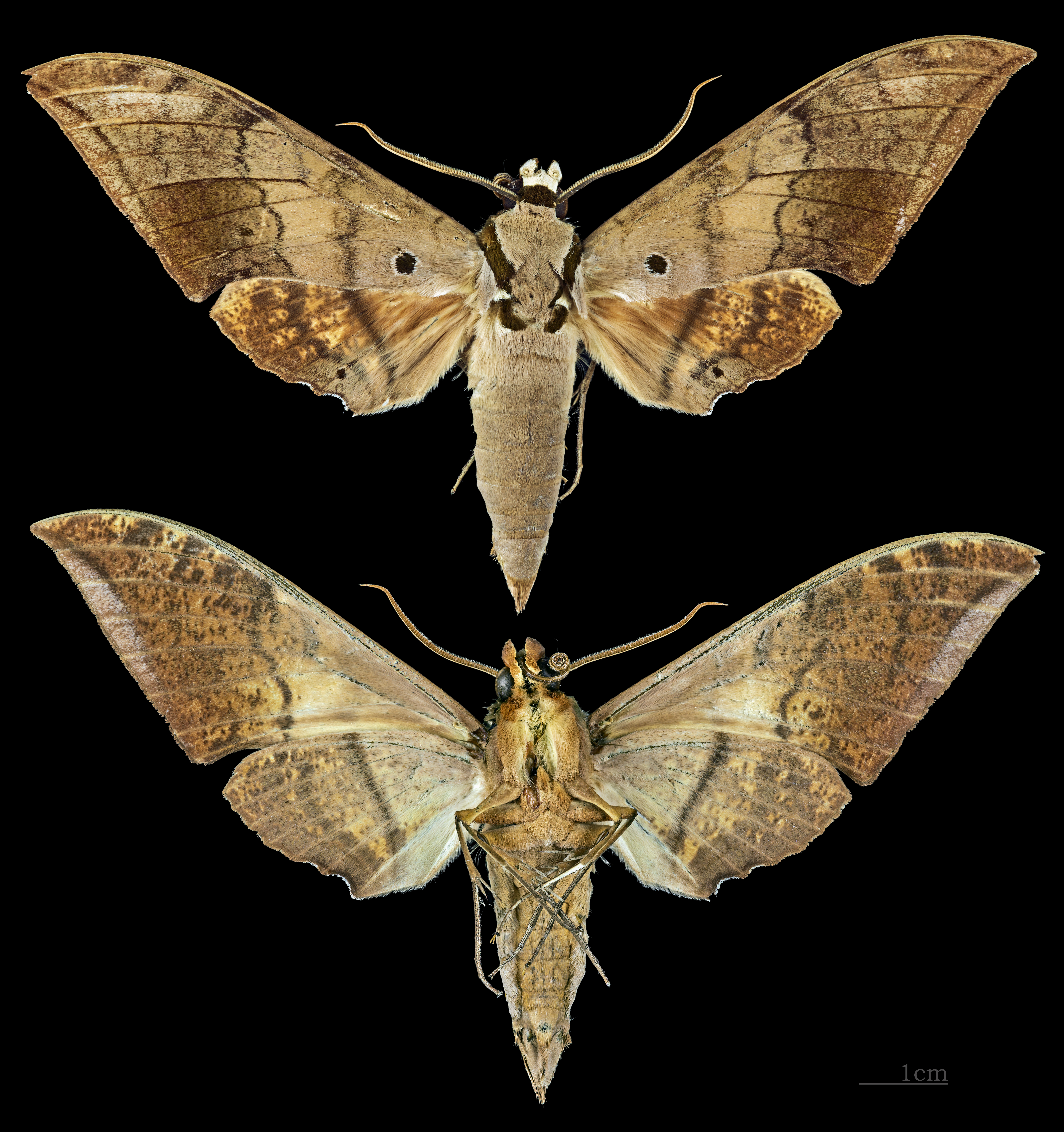
Ambulyx formosana
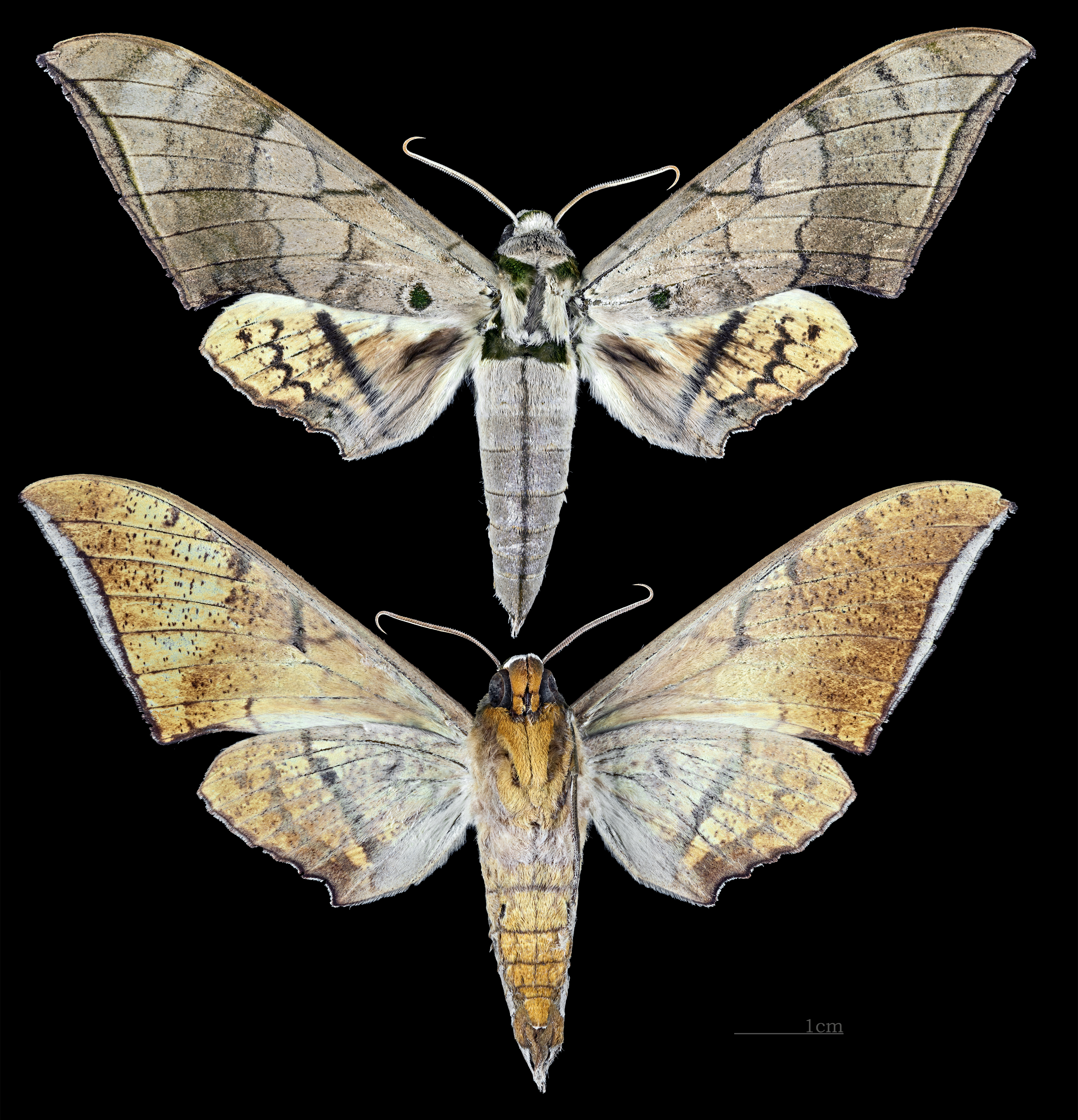
Ambulyx honei
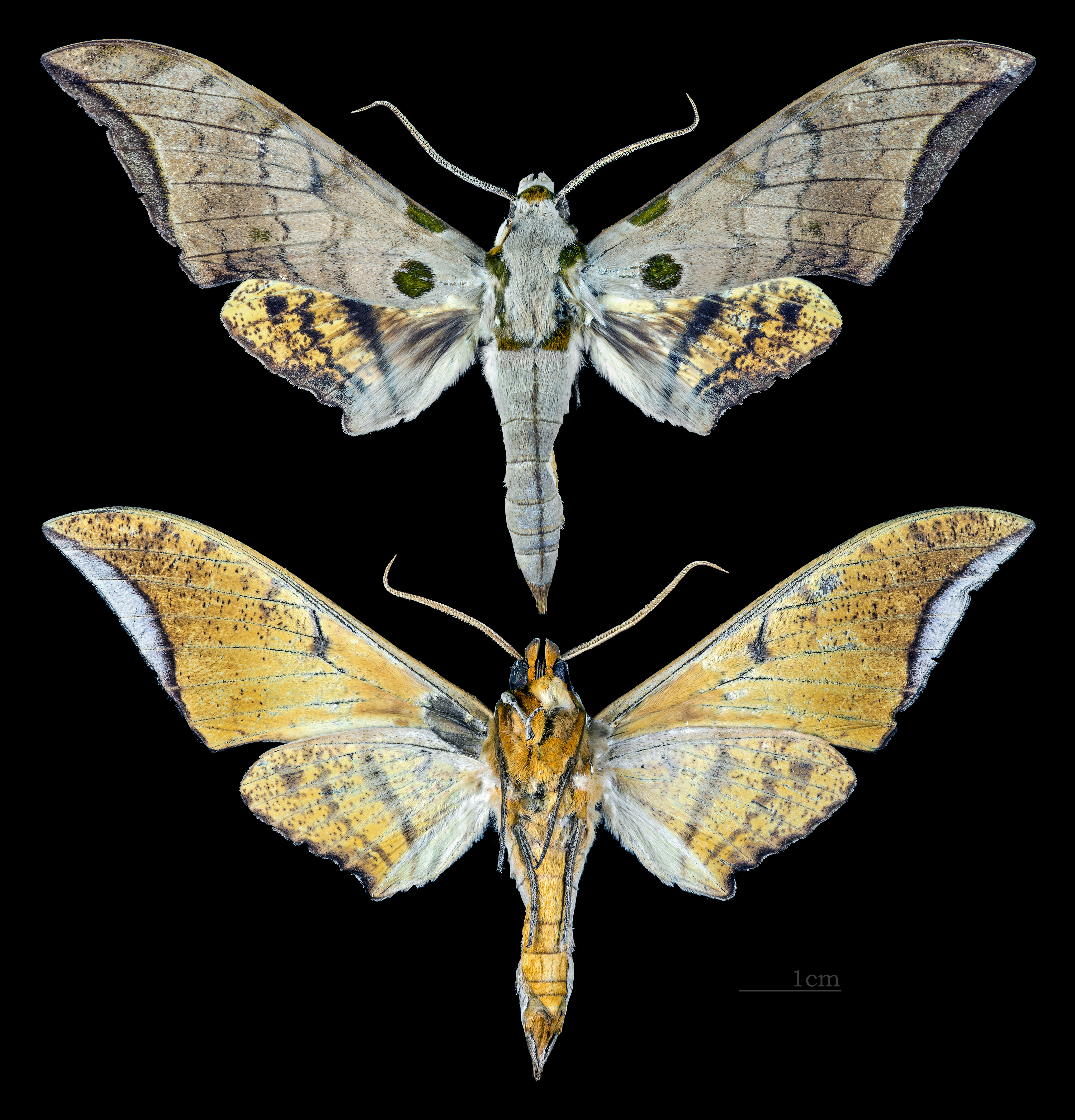
Ambulyx immaculata
- Ambulyx inouei
- Ambulyx japonica
- Ambulyx javanica
- Ambulyx johnsoni
- Ambulyx joiceyi
- Ambulyx jordani
- Ambulyx kuangtungensis
- Ambulyx lahora
- Ambulyx liturata
- Ambulyx luzoni
- Ambulyx macromaculata
- Ambulyx maculifera
- Ambulyx matti
- Ambulyx meeki
- Ambulyx melli
- Ambulyx montana
- Ambulyx moorei
- Ambulyx nichancoi
- Ambulyx nubila
- Ambulyx obliterata
- Ambulyx ochracea
- Ambulyx okurai
- Ambulyx phalaris
- Ambulyx philemon
- Ambulyx placida
- Ambulyx pryeri
- Ambulyx pyrrhina
- Ambulyx queenslandi
- Ambulyx reducta
- Ambulyx rhodoptera
- Ambulyx salomonis
- Ambulyx schauffelbergeri
- Ambulyx semifervens
- Ambulyx semiplacida
- Ambulyx sericeipennis
- Ambulyx siamensis
- Ambulyx siaolouensis
- Ambulyx staudingeri
- Ambulyx subocellata
- Ambulyx subrufescens
- Ambulyx substrigilis
- Ambulyx sumatranus
- Ambulyx takasago
- Ambulyx tattina
- Ambulyx tenimberi
- Ambulyx thwaitesii
- Ambulyx tobii
- Ambulyx tondanoi
- Ambulyx trilineata
- Ambulyx turbata
- Ambulyx wildei
- Ambulyx wilemani

- Ambulyx moorei
- Ambulyx pryeri

- Ambulyx auripennis
- Ambulyx bakeri
- Ambulyx canescens
- Ambulyx clavata
- Ambulyx dohertyi
- Ambulyx immaculata
- Ambulyx inouei
- Ambulyx japonica
- Ambulyx johnsoni
- Ambulyx jordani
- Ambulyx kuangtungensis
- Ambulyx liturata
- Ambulyx maculifera
- Ambulyx matti
- Ambulyx montana
- Ambulyx moorei
- Ambulyx obliterata
- Ambulyx ochracea
- Ambulyx phalaris
- Ambulyx placida
- Ambulyx pryeri
- Ambulyx schauffelbergeri
- Ambulyx semifervens
- Ambulyx semiplacida
- Ambulyx sericeipennis
- Ambulyx staudingeri
- Ambulyx substrigilis
- Ambulyx tattina
- Ambulyx tenimberi
- Ambulyx wildei
- Ambulyx wilemani